# Algarve
A Região do Algarve ou Algarve é uma região portuguesa situada no sul do país, com a capital localizada na cidade de Faro, tendo uma área de 4 997 km2 e uma população de 469 983 habitantes, registando uma densidade populacional de 94 habitantes por km2. sendo a quinta região mais populosa de Portugal e a quarta região mais extensa.
É uma das sete regiões de Portugal, constituída por apenas uma sub-região com o mesmo nome e 16 municípios, que se dividem em 67 freguesias. Limita a norte com a região do Alentejo, a leste com a região espanhola da Andaluzia e a sul e a oeste com o Oceano Atlântico.
A economia algarvia registou um Produto interno bruto (PIB) de 9,2 mil milhões de euros em 2021, correspondendo cerca de 4,3 % do PIB nacional. Em comparação com as outras seis regiões portuguesas dispõe da 5° maior economia regional, à frente da Madeira e atrás do Alentejo. Já no PIB per capita, a região dispõe do segundo maior valor de todas as regiões, registando 21 173 € em 2021, à frente do Alentejo e atrás da Área Metropolitana de Lisboa,
A Comissão de Coordenação e Desenvolvimento Regional do Algarve (CCDR-ALG) é a agência que coordena as políticas ambientais, o ordenamento do território, as cidades e o desenvolvimento global desta região, apoiando os governos e associações locais.
O Algarve transformou-se numa das regiões portuguesas com maior número de residentes estrangeiros, oriundos principalmente de outros países europeus. Em 2018, 69 mil dos habitantes não eram portugueses, tendo sido os cidadãos oriundos de França, Itália e Suécia os que mais cresceram naquele ano. Os cidadãos de nacionalidade britânica continuam a ser os mais representativos entre a população estrangeira residente no Algarve.

## Etimologia
Na época romana a região era denominada de Cinético (Cyneticum) devido ao nome do povo indo-europeu nativo, os cinetes ou cônio (cynetes ou conii em latim).
O topónimo Algarve (pronúncia [aɫˈɡaɾv(ɨ)) tem origem na expressão árabe الغرب (Algarbe) que significa "o oeste", "o ocidente". De facto, a expressão completa era Algarbe Alandalus (Gharb al-Ândalus  ou Algarbe Andalusino (Al-Gharb Al-Àndalusi) nome atribuído ao actual Algarve e ao Baixo Alentejo durante o domínio muçulmano, significando "Andaluz Ocidental", pois era a parte ocidental da Andaluzia mourisca.

## História

### Época pré-romana

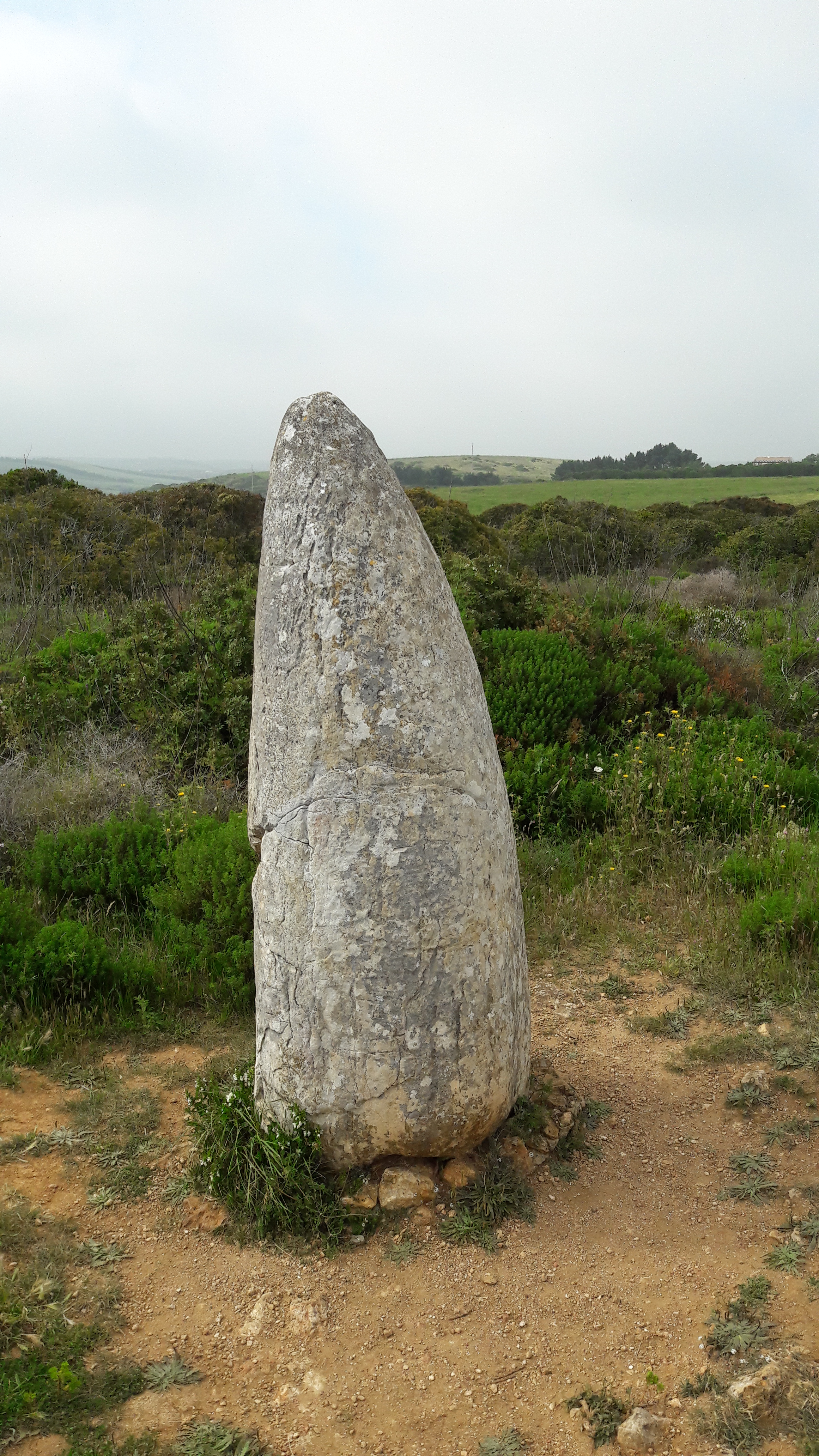
Menir de Padrão, na Raposeira. Datado do Quarto, é o mais bem preservado monumento megalítico no Barlavento algarvio

Ex-voto de liga de cobre representando um touro, encontrado em Ferragudo (séc. V - IV a. C). A data da sua criação coincide com o período de domínio dos cónios

Existem registos arqueológicos de povoamento humano no Algarve, como é o caso da Estação arqueológica de Vale Boi, que datam de há mais de 30 mil anos. Como era habitual na altura em questão, tais povoações tinham um carácter nómada. Posteriormente, com o advento da agricultura e o surgimento de um estilo de vida mais sedentário, assentamentos fixos proliferaram em várias partes da região algarvia, sendo o povoamento calcolítico de Alcalar, que atingiu dimensões consideráveis, um dos mais notáveis e bem preservados exemplos de tais sociedades. Do neolítico e calcolítico sobrevivem ainda diversos monumentos megalíticos na forma de menires, cromeleques e antas, como a Anta das Pedras Altas, a mais bem preservada em território algarvio.
Na época pré-romana a região era habitada pelos cónios, também conhecidos por cúneos ou cinetes, um povo (formado por várias tribos) cuja filiação linguística e étnica ainda é alvo de debate, com alguns historiadores e arqueólogos a afiliá-los aos celtas, outros aos iberos, e ainda outros aos povos anatólicos. São mencionados por vários historiadores e autores da antiguidade, como Estrabão, Avieno e Apiano, que os situavam em áreas geográficas que hoje conformam o Algarve, o sul do Alentejo e inclusivamente a zona costeira do Rossilhão, na Catalunha. A localização de tais assentamentos levou alguns historiadores a supor que os cónios faziam parte dos povos do mar, cuja movimentação iniciou-se no 1º milénio a.C.. Esse antigo território dos cónios ia da foz do rio Mira à foz do Guadiana, pelo litoral, e da foz do rio Mira passando pela área das nascentes do rio Sado e pelas ribeiras de Terges e de Cobres até à confluência desta última com o Guadiana e descendo pela margem direita ou oeste desse rio novamente até à sua foz, pelo interior, abrangendo assim toda a área da Serra do Caldeirão (também denominada Serra de Mu) e seu planalto.

Povos ibéricos pré-romanos - línguas indo-europeias

Segundo José Hermano Saraiva, os conii ou cynetes (cónios, em latim, ou cinetes, em grego), conforme atestam os topónimos Conímbriga e Coina, haviam-se deslocado para o sul por conta da pressão exercida por outros povos e, como os lusitanos, eram celtas. Ainda segundo alguns autores, é possível que os cónios e a sua cultura abrangessem uma vasta área, já que semelhanças em etnónimos, como é o caso da tribo dos Ikonioi, da Gália, ou do topónimo Conimbriga, em Condeixa-a-Nova, assim como a raíz indo-europeia (ku-no, de extracto indo-europeu, significa 'cume' ou 'pico') do idioma falado e escrito pelos cónios, apontam para uma extensa proliferação, que ia da actual França a diversas partes da Península Ibérica. Existem também historiadores que, devido a similitudes linguísticas, colocam a origem dos cónios na Anatólia, possivelmente aparentados com os lídios. O território deste povo situava-se muito próximo de uma antiga civilização nativa da Península Ibérica, a de Tartessos (que se desenvolveu no oeste da atual Andaluzia), na bacia do rio Guadalquivir (antigo Betis). Devido a isso, os cónios foram muito influenciados por esta antiga cultura ou fizeram mesmo parte dessa civilização. Além disso, é possível que fossem relacionados com os tartessos, embora alguns autores da Antiguidade clássica, tal como Estrabão e Plínio, o Velho, neguem isso.[carece de fontes?] Porém, Estrabão refere que a região do Algarve tinha fortes ligações comerciais com os tartessos. Também foram influenciados pelas civilizações mediterrânicas, nomeadamente a grega, romana, cartaginesa, das quais restaram muitos vestígios na região. Durante este período desenvolveu-se a economia da região, com instalação de trabalhos metalúrgicos e a exploração de várias minas. Eram um dos povos culturalmente mais avançados do atual território de Portugal e mesmo da Península Ibérica de então, pois já tinham conhecimento da linguagem escrita, tendo mesmo criado e desenvolvido uma escrita própria, a escrita do sudoeste, que também pode ser designada escrita cónia.[carece de fontes?]
Estrabão descreve o Algarve como estando dividido em diversas áreas naturais: a parte setentrional, agreste e com terrenos elevados, enquanto que a faixa costeira meridional era muito mais plana, estando ali situada a maioria das cidades. Descreveu igualmente as árvores presentes na região, as matas e os pomares, e refere que já se praticava a pesca e a salga do peixe, de grande importância comercial. Deu uma especial importância ao promontório de Sagres, que considerou como o fim da Europa e de todo o mundo civilizado.

### Época romana

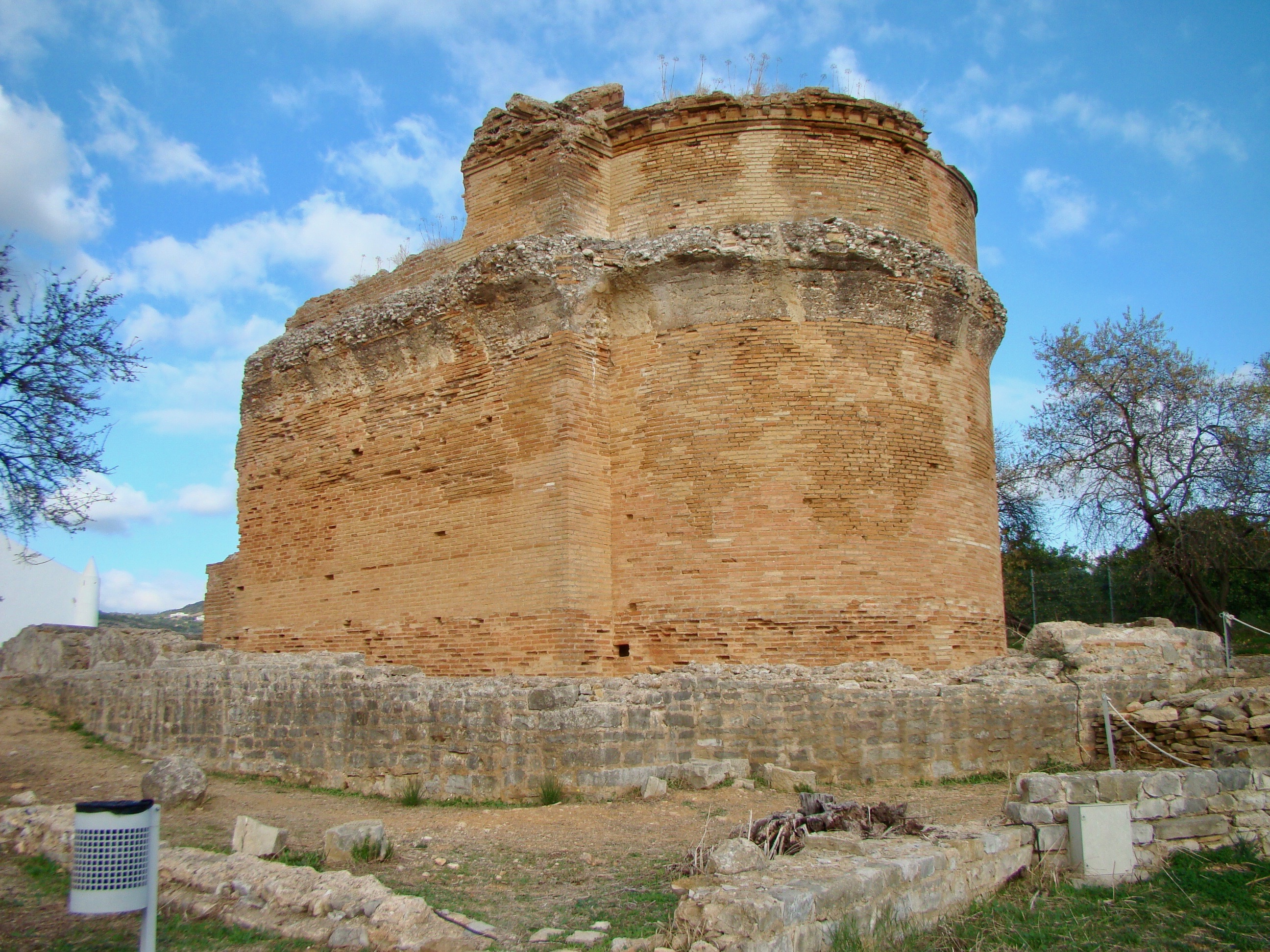
Templo romano de Milreu, em Estói

Antes da integração definitiva dos cónios no Império Romano, durante o período que vai de cerca de 200 a.C. a 141 a.C., estes encontravam-se sob forte influência romana mas gozavam de elevado grau de autonomia. Devido, em parte, ao relacionamento favorável com os romanos, os cónios haviam tido alguns conflitos com os lusitanos que, sob a liderança de Cauceno (Kaukenos), o chefe lusitano anterior a Viriato, tinham conquistado durante algum tempo o seu território, incluindo a capital, Conistorgis (de localização ainda desconhecida, num monte a norte de Ossonoba, atual Faro, ou talvez Castro Marim) no ano 153 a.C. Devido a esse conflito com os lusitanos, por um lado, e por outro devido à influência cultural das civilizações mediterrânicas, ao contrário de muitos dos povos pré-romanos de Portugal, foram aliados dos romanos durante algum tempo e não seus adversários, diferindo da atitude de outros povos tais como os lusitanos, os célticos e os galaicos, que foram fortes opositores à conquista romana.
Apesar disso, um pouco mais tarde, no contexto das guerras lusitânicas, no ano 141 a.C., os cónios revoltaram-se contra os romanos, juntamente com os túrdulos da Betúria (também denominados betures), mas foram derrotados por Fábio Máximo Serviliano, procônsul romano, e integrados definitivamente no Império Romano.

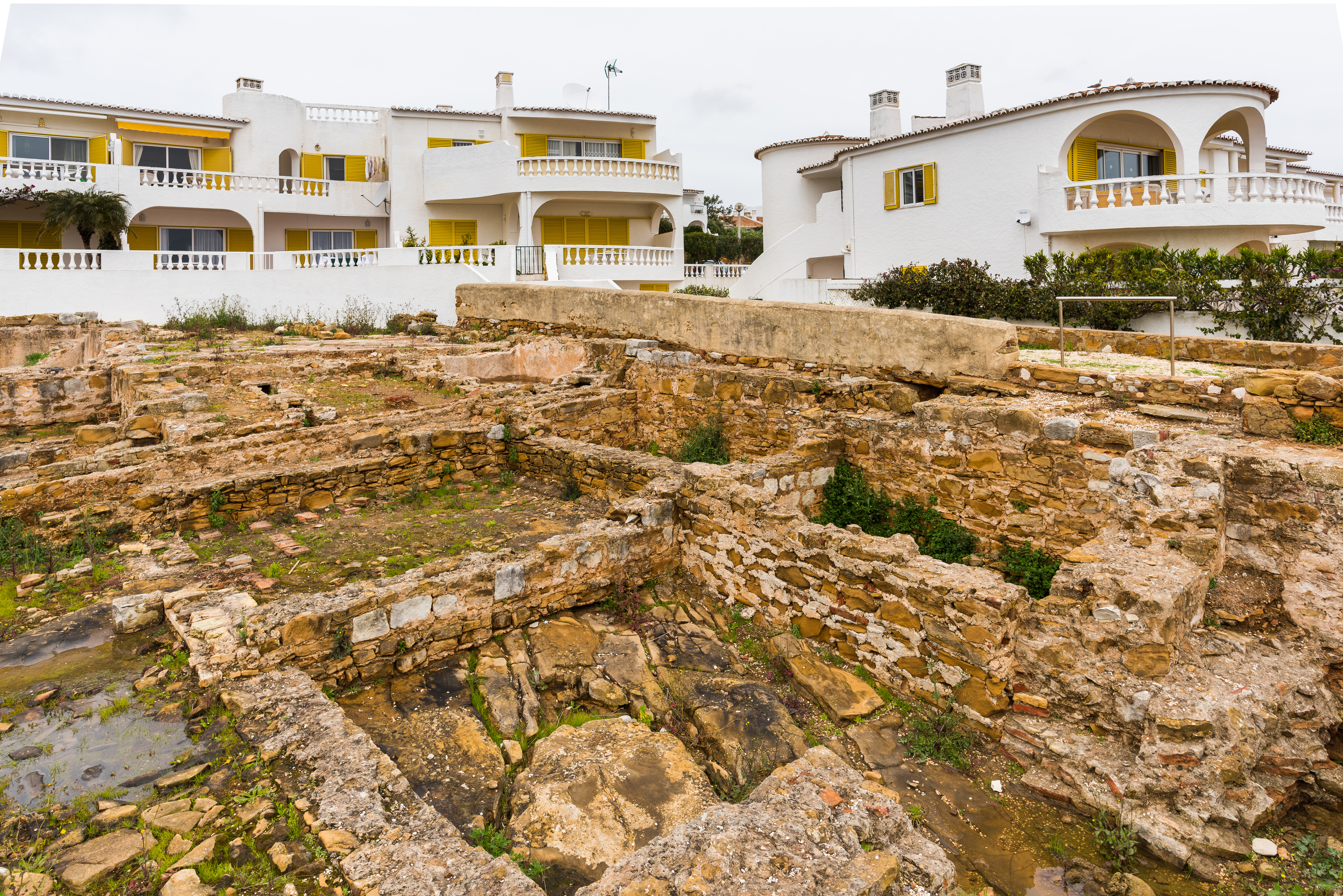
Centro de processamento de peixe romano na Praia da Luz, Lagos

Nos séculos que se seguiram, a população nativa (cónios) foi fortemente romanizada, adotando o latim como língua, e integrada em termos culturais, políticos e económicos na civilização romana e no seu império. O Algarve, então denominado Cyneticum (Cinético), fez parte do Império Romano, integrado primeiro na província da Hispânia Ulterior e, mais tarde, na província da Lusitânia, durante mais de 600 anos, desde cerca de 200 a.C. até ao ano 410 d.C., ostentando cidades relevantes tais  como Baesuris (atual Castro Marim), Balsa (próxima de Tavira), Ossonoba (atual Faro), Cilpes (atual Silves), Lacobriga (atual Lagos) e Myrtilis (atual Mértola)) pois, nessa época, também pertencia ao Cyneticum.

Durante a época romana, teve um desenvolvimento cultural e económico significativo (agricultura, pesca e transformação), baseado principalmente na sua forte produção agrícola. Nessa época, a região exportava principalmente azeite e garum (um condimento feito a partir de peixe), produtos muito apreciados no Império Romano. A sua localização geográfica também era importante em termos de apoio às rotas de navegação marítima entre os portos romanos do mar Mediterrâneo e os do oceano Atlântico, na Hispânia, Gália e Britânia.

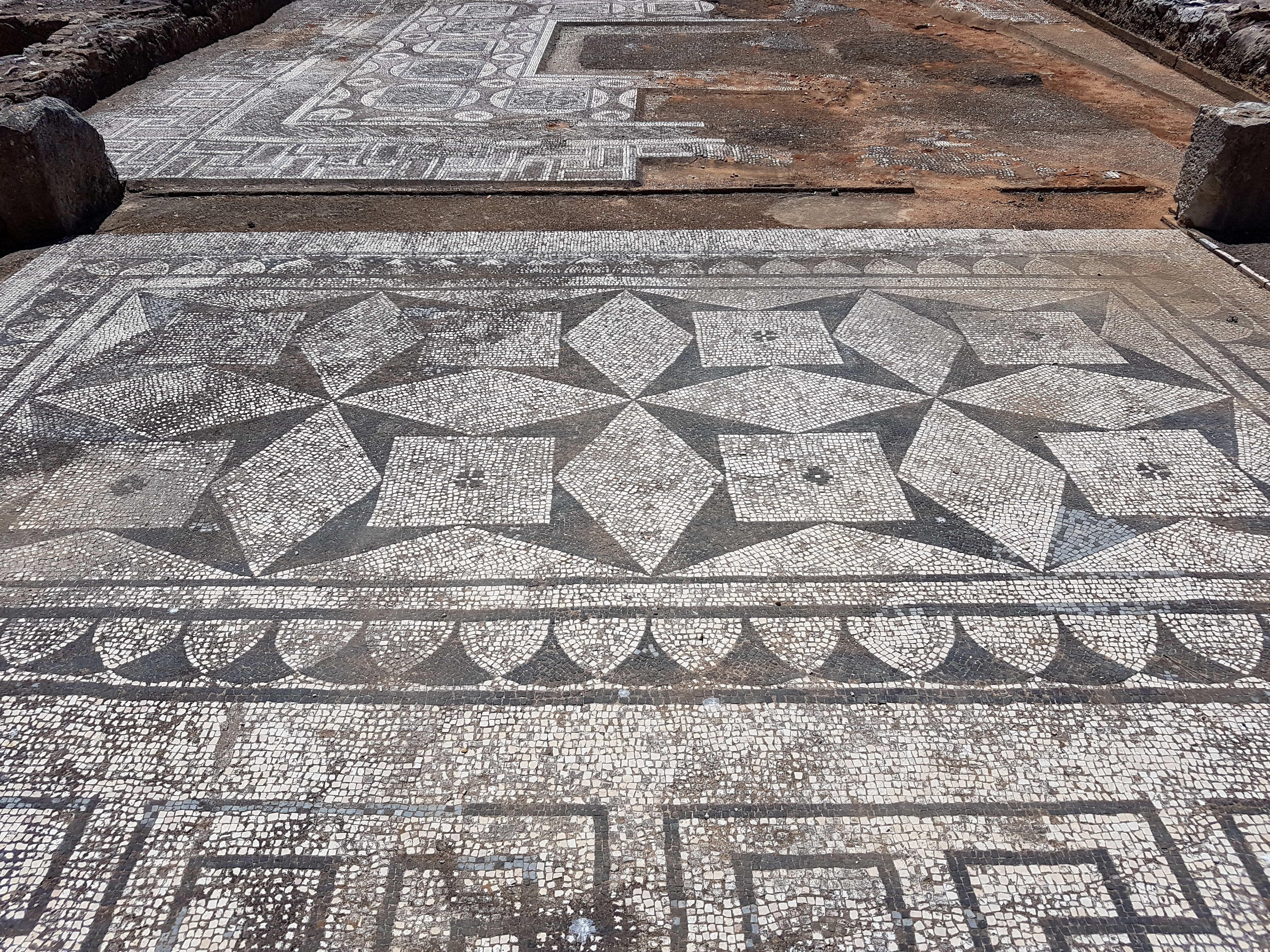
Mosaicos romanos no Cerro da Vila, em Vilamoura

 Os rios Guadiana (Anas) e Arade (Aradus) serviam de rotas de navegação fluvial de contato com o interior e continuariam a sê-lo durante muitos séculos. Também, em termos de localização geográfica, foi importante o facto da região estar logo a oeste da Bética (que corresponde, em grande parte, ao território da atual Andaluzia), uma das províncias cultural e economicamente mais desenvolvidas da Hispânia e do Império Romano (região de origem de importantes figuras tais como o erudito e filósofo Séneca, o agrónomo Columela e dos imperadores Trajano e Adriano).
Todos estes factores contribuíram para a prosperidade do Algarve durante muitos séculos. Em termos culturais, a época romana também assistiu à difusão do cristianismo na Hispânia, incluindo a Lusitânia e atual Algarve a partir de meados do século I, mas seria a partir do IV, com a publicação do Édito de Milão, no ano 313 d.C. pelo imperador Constantino (que concedia liberdade de culto aos cristãos), que o cristianismo se difundiria mais e ganharia importância significativa na região com a conversão de muita da população nativa, embora as religiões animistas ou pagãs tenham permanecido durante mais alguns séculos.

### Reino Visigótico
Apesar da Península Ibérica ter sido conquistada pelos chamados povos bárbaros (vândalos, alanos, suevos e depois visigodos) na época das invasões bárbaras, a cultura romana e o cristianismo permaneceram. Em 511 os visigodos e os ostrogodos foram forçados a deslocar-se para Castela. Em 531, após a morte de Amalarico, filho de Alarico II, a antiga estrutura visigótica desintegrou-se e, com a fusão dos elementos romanos e germanos, uma nova cultura começou a surgir na parte central e setentrional da Hispânia, antiga província romana. No ano 552, a região do Algarve foi reconquistada pelo Império Bizantino (então governado pelo imperador Justiniano I) aos visigodos, governo esse que durou até 624, quando o rei Suíntila o conquistou novamente para o Reino Visigótico.
Com a aniquilação do Reino Suevo e o abandono do arianismo e a adoção do catolicismo, conversão essa que visava assegurar o poder e domínio dos visigodos na Península Ibérica, assim como a destruição de redutos bizantinos em Cádiz e o combate ao separatismo basco, Recaredo e os seus sucessores conseguiram forjar uma nova identidade hispânica. A importância da presença visigótica, não obstante a sua curta duração, tanto a nível de legado genético como literário e linguístico, foi tal que, segundo Ramón Menéndez Pidal na sua A Epopeia Castelhana através das Idades, «Os louros aristocratas do reino de Toledo, os Godos, estarão na origem da literatura nacional». O Reino Visigótico dissolveu-se efectivamente em 713, como resultado da invasão muçulmana.
Do período visigótico existem várias fontes e indícios (quer de escritores cristãos quer árabes) que referem uma magnifica catedral em  Ossonoba (actual Faro), mas cujos vestígios nunca foram encontrados  . Da ocupação bizantina (Império Bizantino) destacam-se as torres bizantinas de Ossonoba .

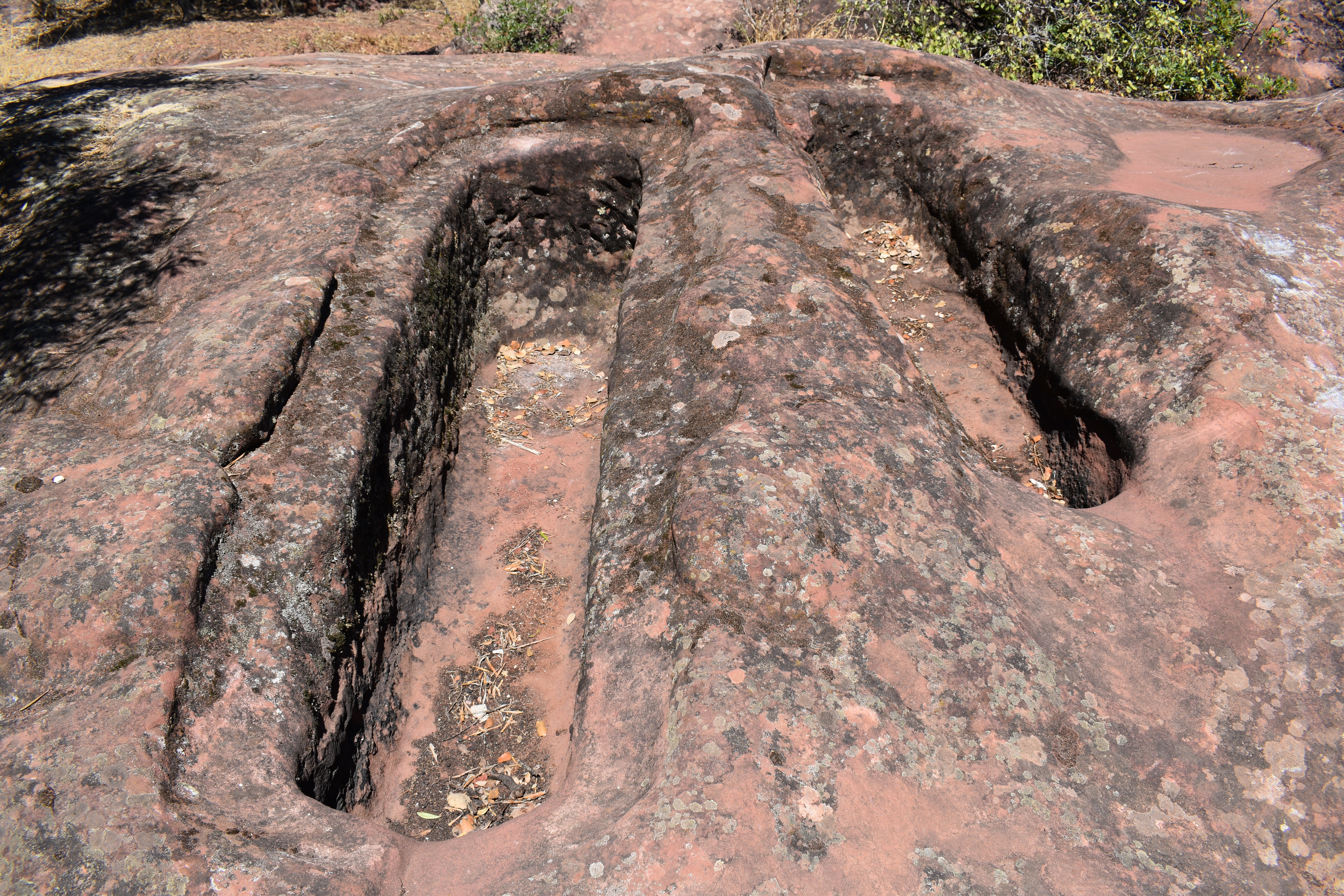
A Necrópole da Forneca, em São Bartolomeu de Messines, que consiste num conjunto de sepulcros visigóticos

Escavações arqueológicas em Silves desterraram vários utensílios de olaria, assim como fragmentos de panelas, taças e frigideiras com acabamentos visigóticos. Também na mesma cidade foi encontrado, estando agora exposto no Museu Municipal de Arqueologia de Silves, um capitel visigótico. Outro capitel visigótico foi descoberto na Ermida da Nossa Senhora da Rocha (em Porches, perto de Lagoa). Pelo Algarve foram descobertas algumas necrópoles visigóticas, como a do Poço dos Mouros, em Silves e outras menos conhecidas na Vila do Bispo, Lagos, Albufeira, São Bartolomeu de Messines e Loulé. Diversos objectos, desde aqueles destinados a práticas de culto (cristão e pagão) a utensílios de higiene pessoal, decorativos (brincos e jóias) e armas foram encontrados pela região.

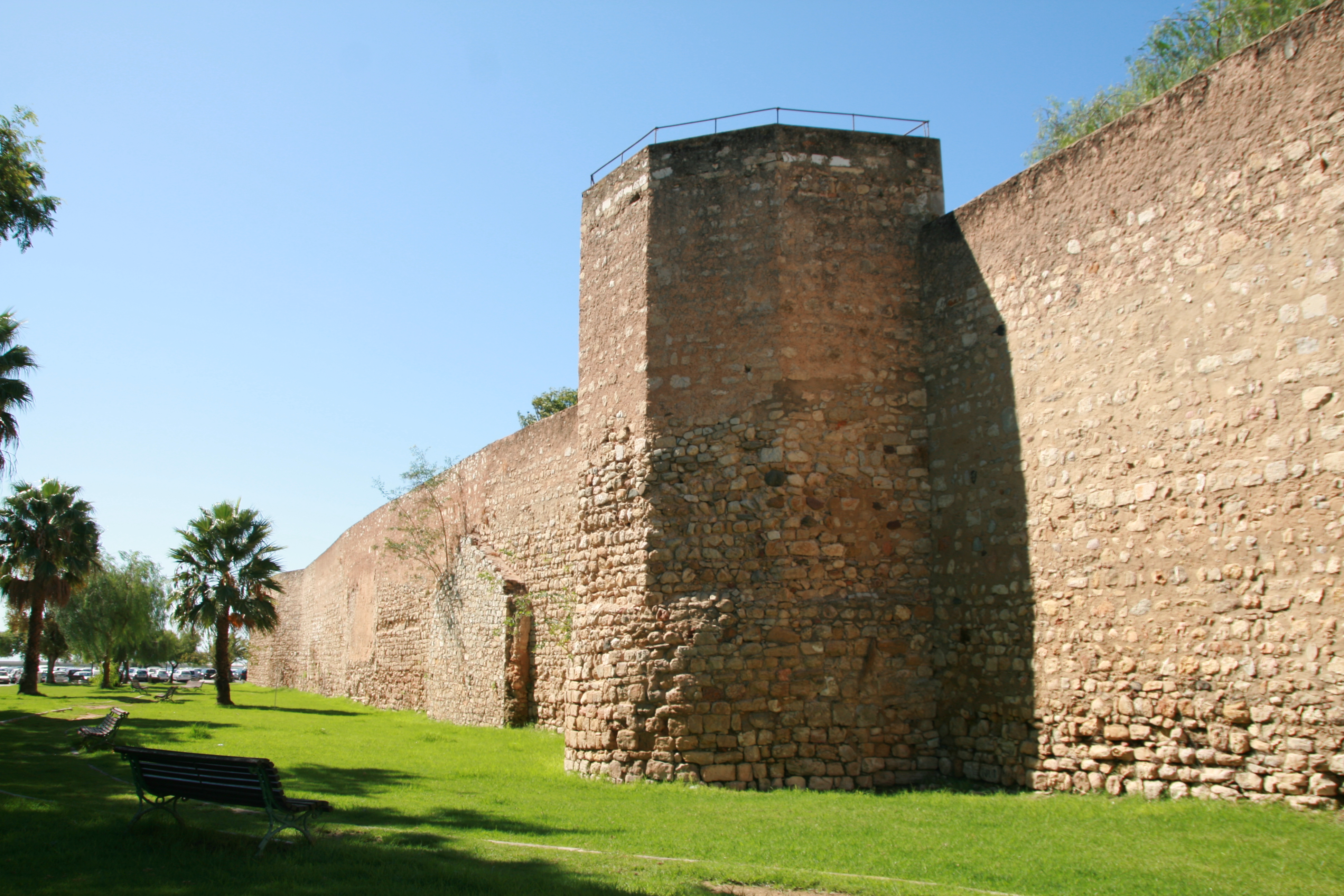
As Torres bizantinas de Faro, que datam do século VI - primeira metade do século VII

 Segundo o arqueólogo Mário Varela Gomes, acreditava-se que a escassez de descobertas arqueológicas se devesse à curta presença visigótica na região e às circunstâncias geográficas e geológicas que mantiveram o Algarve isolado por boa parte da sua história, mas recentes pesquisas demonstram que muito se desconhece por conta de insuficientes esforços arqueológicos que visem ampliar escavações, assim como devido a um desinteresse geral pelo estudo da presença de povos germânicos no território, desinteresse esse partilhado pelas autarquias. É, não obstante o pouco material disponível para análise, na opinião de Gomes, inquestionável que estes povos tiveram um impacto considerável na região, deixando um legado que deveria ser melhor compreendido.

### Período islâmico

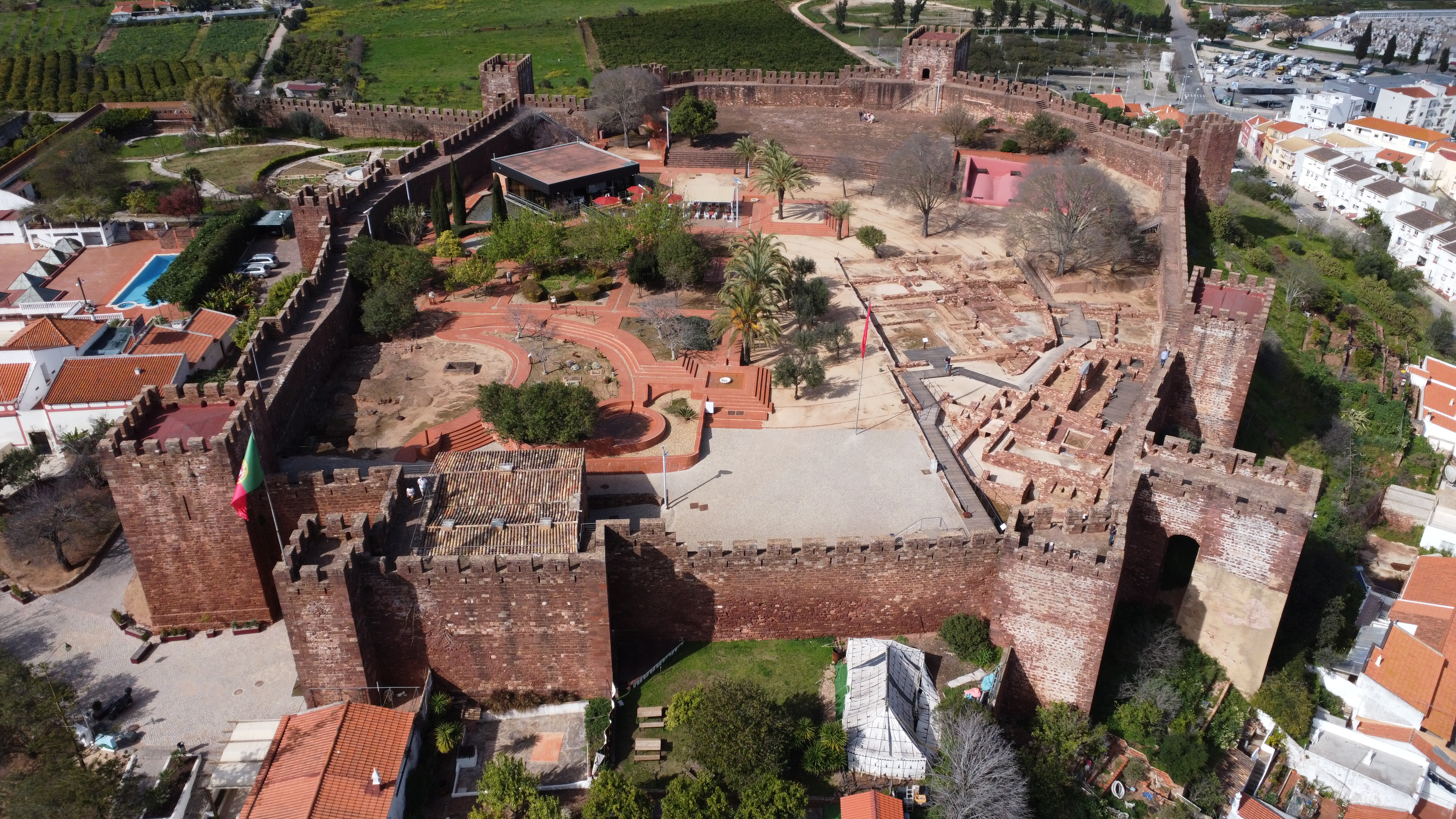
O Castelo de Silves, cuja construção data dos séculos VIII e IX. É a maior alcáçova em Portugal

Nas décadas que antecederam a invasão muçulmana, diversos concílios, fruto da aliança entre a Igreja e o Estado, haviam dado início a uma série de perseguições que tinham a comunidade judaica como alvo. Em 654, o rei Recesvinto adoptou diversas disposições austeras contra os judeus. Em 681, Ervígio forçou-os a optar entre a conversão ao cristianismo ou o exílio. Em 693, Égica impôs a proibição do comércio com cristãos, atitude essa que, segundo o historiador sírio Ali Nasrah, prejudicou enormemente a comunidade judaica que, então, era consideravelmente numerosa e bem estabelecida na Península Ibérica. Ainda segundo Nasrah, que se apoiava numa ampla variedade de documentos e provas que corroboravam o seu raciocínio, tais acontecimentos impeliram os judeus a urdir, em começos do século VIII, juntamente com os seus correligionários norte africanos, um plano que tinha como intuito a expulsão dos visigodos.
Em efeito, os invasores árabes incumbiram aos judeus a tarefa de vigilância da guarda das cidades que caíam em poder muçulmano, enquanto que os seus exércitos avançavam.

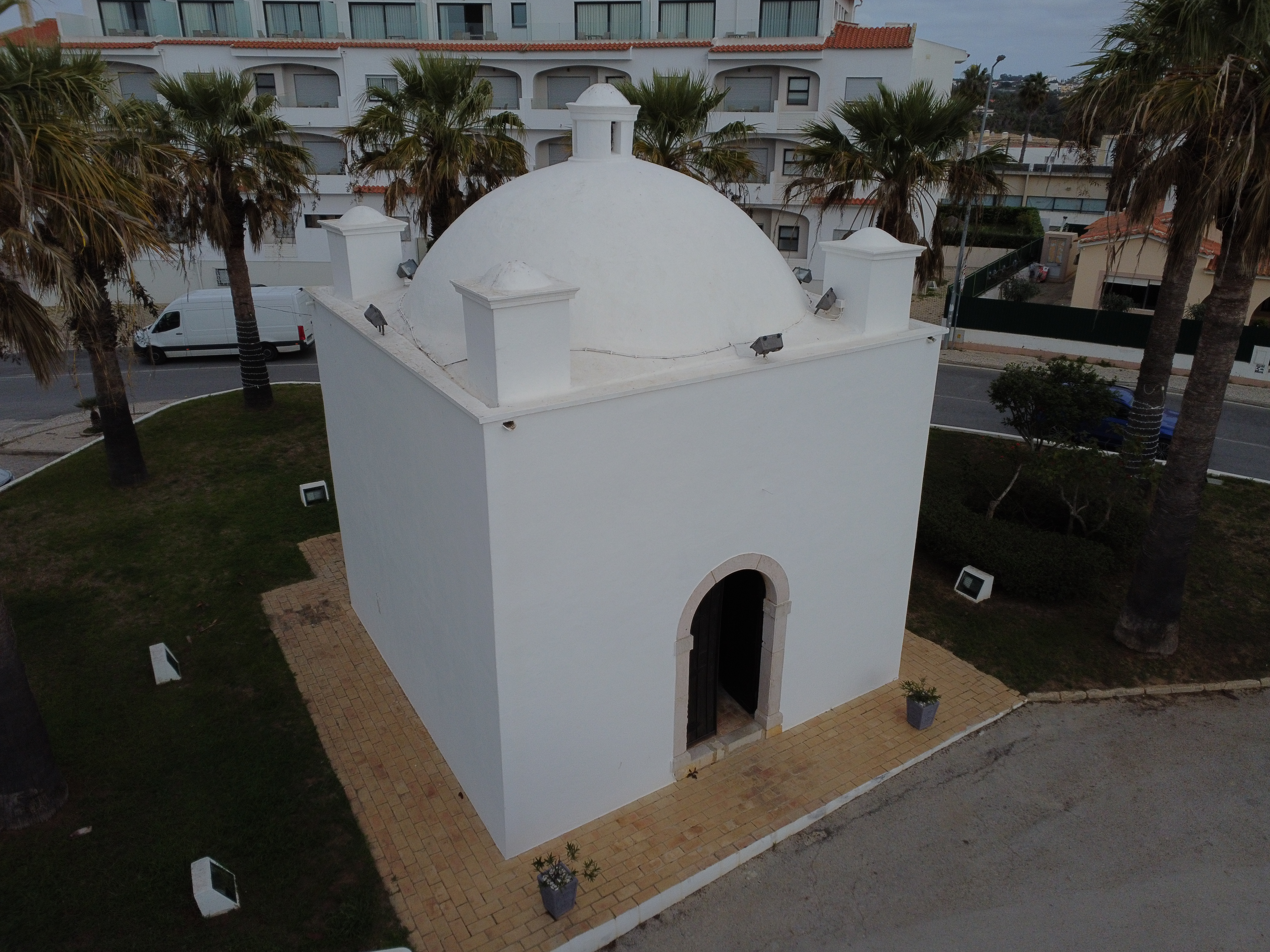
O Morábito de São Pedro é um templo muçulmano (posteriormente cristianizado) que data dos séculos XI ou XII. Localiza-se em Alvor

No ano 711, um exército muçulmano, chefiado por Tárique, parte à conquista da Península Ibérica. Rodrigo, o último soberano visigodo, de uma dinastia que remontava a 476 d.C., levanta uma resistência mas as suas forças provam-se incapazes de suster o avanço das tropas árabes. No ano seguinte, em 712, o governador de Ifríquia, Mussa ibn Nossair, com o objectivo de finalizar a conquista, reforça o exército de Tárique que fora, a princípio, pouco numeroso. Segundo Ignácio Olagüe, professor da Universidade de Madrid, a ocupação de boa parte da Península Ibérica pelos muçulmanos não demorou mais que três anos a se concretizar.
Após o sucesso da invasão, facilitada também pelas constantes disputas que ocorriam no seio da nobreza e realeza visigodas, os muçulmanos mantiveram a estrutura territorial de 'províncias-ducados' e 'províncias-condados' sob uma denominação diferente, as Coras, do árabe kūrah. No Algarve situava-se a Cora de Ocsonoba, circunscrita a norte pela de Beja. Ulteriormente à ocupação, os muçulmanos adoptaram diversas tradições e costumes ibéricos, romanos e romano-helénicos, assimilando também múltiplos aspectos da arte visigoda, arte já orientalizada por conta de influências bizantinas. Após o ano de 715 e até 1249, a região esteve sob o domínio de povos islâmicos, desde árabes e berberes a populações nativas convertidas ao islão, embora o cristianismo continuasse a ser praticado pelos moçárabes — cristãos que, a troco de um imposto, tinham o direito de praticar a sua religião sob o governo muçulmano. Os berberes, que habitavam nas mesetas de cada lado dos rios Guadiana e Tejo, constituíam, entre os muçulmanos, a população mais numerosa. Composta principalmente por cultivadores, alguns exerciam nas cidades ofícios mais humildes, enquanto que outros ocupavam posições sociais elevadas.
O Algarve, assim como a restante Península Ibérica ocupada pelos mouros, atravessou por períodos de conflito, mas passou igualmente por fases de elevado desenvolvimento cultural, artístico e económico, em continuidade com as características herdadas da época romana. Silves tornou-se na capital de um reino taifa muçulmano após a fragmentação do Califado de Córdova.
As regiões espanholas e portuguesas outrora conhecidas por Algarbe Alandalus (em árabe: الغرب الأندلس) eram o mais importante centro muçulmano da época da "Hispânia Islâmica", sendo assim o núcleo islâmico da cultura, ciência e tecnologia. Nessa altura, a cidade mais proeminente da região era Silves. O historiador Alexandre Herculano comentou que «comparada com Lisboa, Silves era muito mais forte, e em opulência e sumptuosidade de edifícios dez vezes mais notável.».

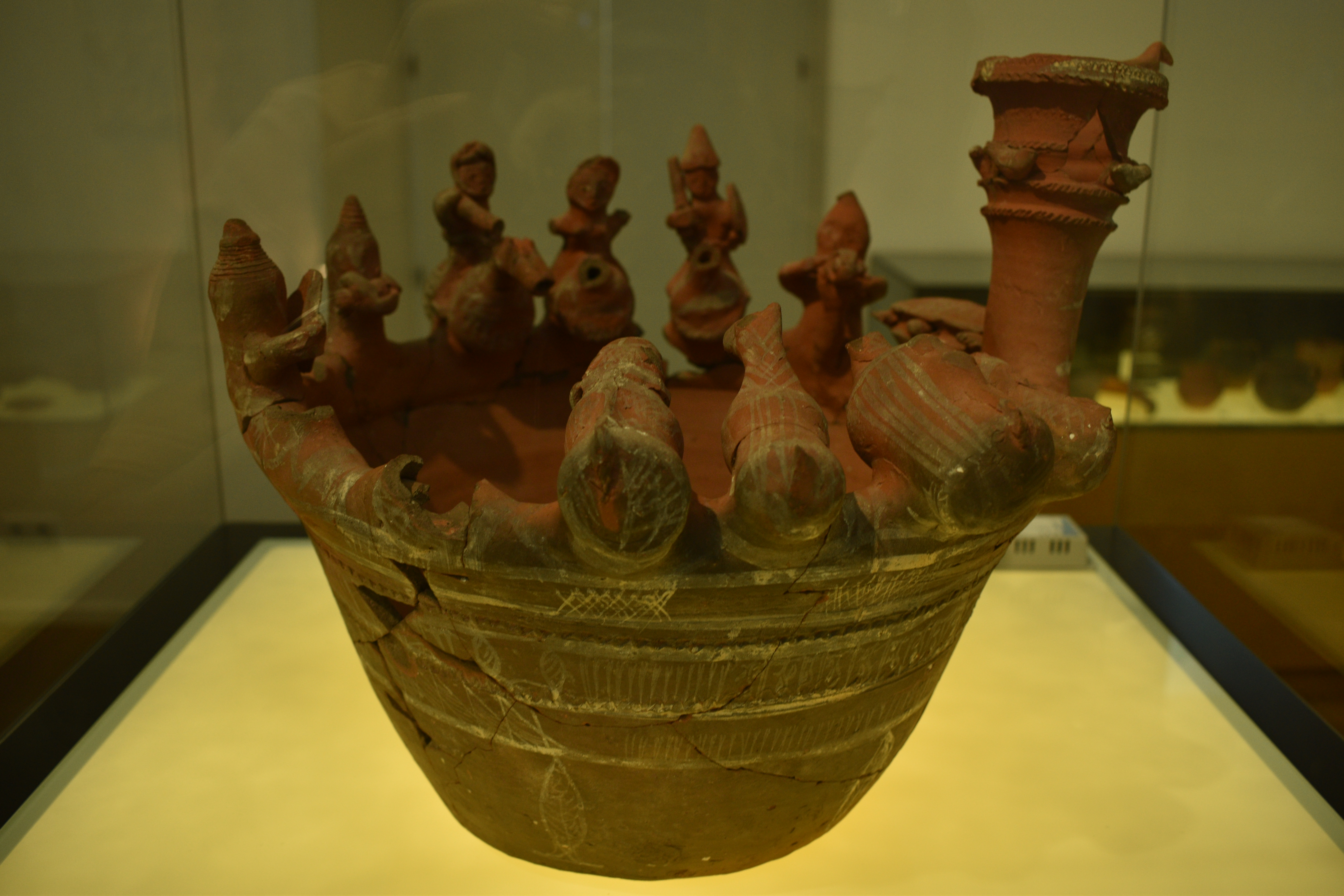
O 'Vaso de Tavira', um dos mais notáveis objetos do período islâmico em Portugal. Em exposição no Museu Municipal de Tavira, em Tavira

O Algarve foi a última porção de território de Portugal a ser definitivamente conquistada aos mouros, no reinado de D. Afonso III, no ano de 1249.
A ocupação de Portugal por parte de povos muçulmanos deixou um legado arquitectónico, linguístico (em diversas palavras árabes que foram introduzidas na língua portuguesa e no vocabulário regional algarvio), gastronómico e cultural notável, sendo tal influência mais visível no Algarve e Alentejo, onde a presença foi mais ampla e duradoura, presença essa compartilhada com a região espanhola de Andaluzia, com a qual, devido a uma herança quase idêntica, em comparação com outras regiões portuguesas mais distantes e culturalmente díspares, o Algarve partilha maiores similaridades. Existem, como remanescentes desta ocupação, diversas fortificações, como o Castelo de Silves, o Castelo de Aljezur, o Castelo Belinho, o Castelo de Paderne, o Castelo de Loulé, o Ribat de Arrifana, assim como estruturas religiosas, como o Morábito de São Pedro e o Morábito de São João, em Alvor.

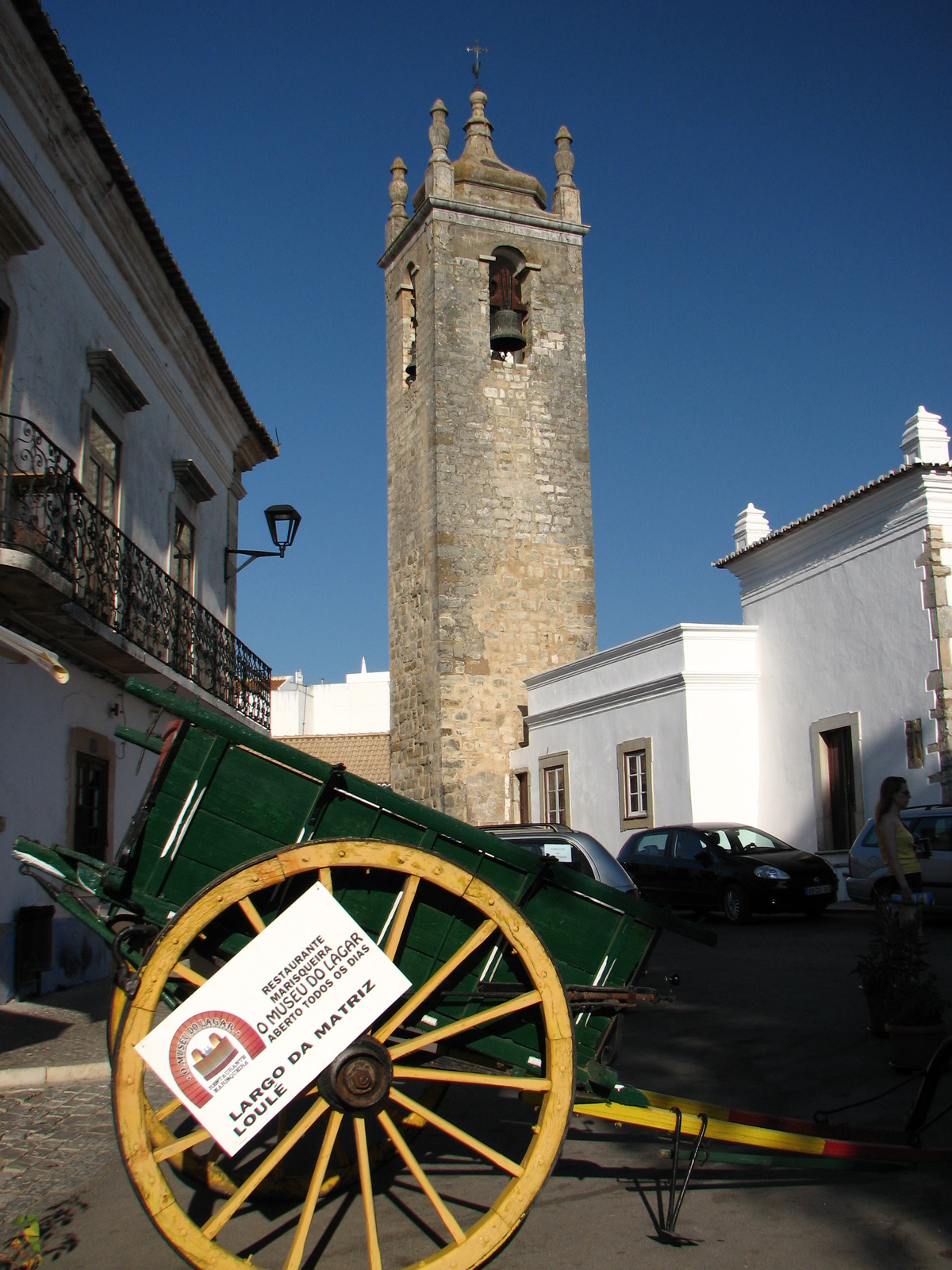
A torre sineira, originalmente um minarete, da igreja Matriz de São Clemente, em Loulé

Não obstante significativa, a longa presença de povos muçulmanos no Algarve não foi suficiente para mudar o tipo dominante da população ou alterar a sua etnia. Um estudo genético levado a cabo pela Universidade de Granada na Andaluzia, a única região espanhola com a qual o Algarve partilha fronteira, sendo também a província de Espanha que os povos muçulmanos ocuparam por mais tempo e em maior número, analisou o Cromossoma Y de vários voluntários andaluzes e revelou que "o legado genético norte-africano nesta zona é igual ao de outras regiões de Espanha, inclusive até menor que algumas, como é o caso de algumas áreas isoladas da Galiza", conforme explicou ao El País a investigadora do Laboratório de Identificacão Genética de UGR, María Saiz. O estudo demonstrou também que os andaluzes, um povo com o qual os algarvios provavelmente partilham uma genética semelhante, pouco diferem dos restantes europeus em termos genéticos. Os investigadores especulam que o clima de intolerância religiosa, o repovoamento por parte de outras pessoas do reino após a reconquista, assim como a expulsão definitiva dos mouros nos princípios do séc. XVII, ordenada por Filipe III, diluiu ainda mais a presença genética norte-africana no sul de Espanha. Já no que se refere à língua portuguesa, a influência linguística do árabe, apesar de considerável, não deixou vestígios na sintaxe. Linguistas estimam entre trezentas a seiscentas o número de palavras que os povos berberes, árabes e congéneres deixaram no idioma, nomeadamente para designar vegetais, produtos hortícolas, sistemas de aproveitamento de água e rega, assim como alguns termos associados ao comércio.

### Reconquista - Época portuguesa
Segundo alguns documentos históricos, a conquista definitiva do Algarve e a expulsão dos mouros no reinado de D. Afonso III, nomeadamente a tomada da cidade de Faro, foi feita de forma relativamente pacífica. D. Sancho I, já tinha anteriormente conquistado partes da região algarvia, quando cercou a cidade de Silves em 1189 e com o auxílio de uma frota de outros cruzados europeus, conquistou a mesma, inclusive o seu pai D. Afonso Henriques, tinha derrotado os mouros ali perto na Batalha de Ourique.
Dom Paio Peres Correia mestre da ordem de Santiago, foi responsável pela reconquista final do Algarve, sobretudo dos castelos de Silves, Paderne e Faro. No entanto, apenas em 1267 — no Tratado de Badajoz — foi reconhecida a posse do Algarve como sendo território português, devido a pretensões do Reino de Castela.
Curiosamente, o nome oficial do reino resultante seria frequentemente designado de Reino de Portugal e do Algarve, mas nunca foram constituídos dois reinos separados.

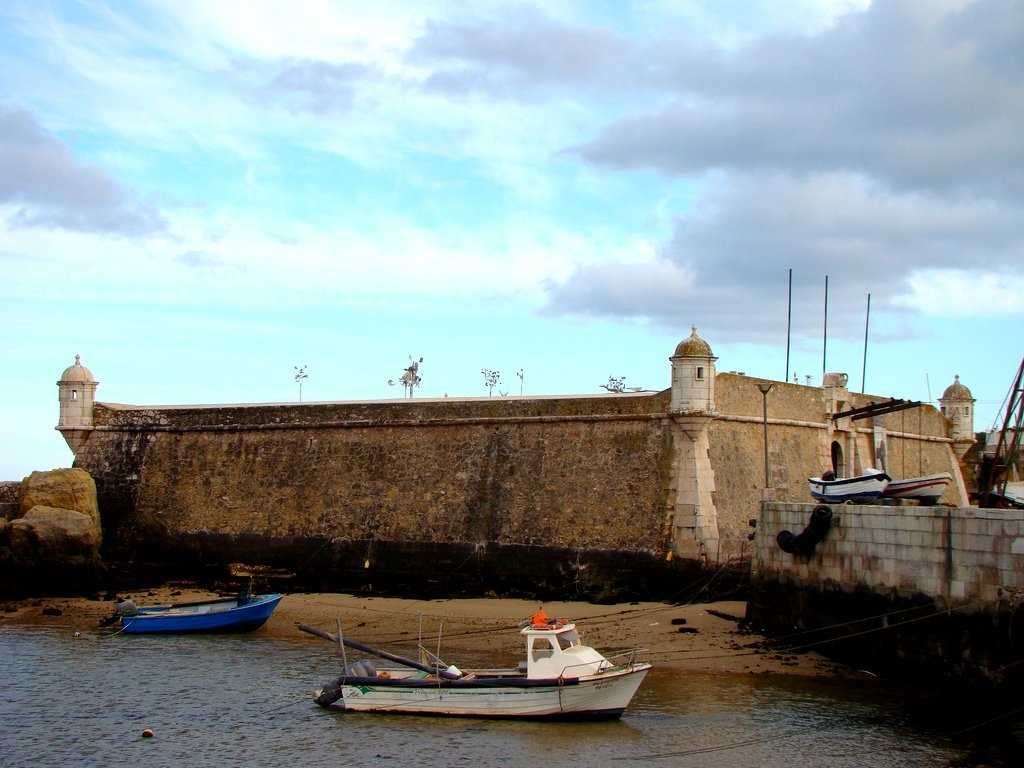
Forte da Ponta da Bandeira em Lagos, construído no século XVII

Terminada a reconquista da região durante o reinado de D. Afonso III, o Algarve foi incluído no reino cristão de Portugal, foram concedidos forais importantes, assim como incentivos ao povoamento região vindos sobretudo do norte do país, mas também de além Pirenéus. A região foi bastante relevante, nos séculos seguintes, sobretudo a partir do século XV pela odisseia da exploração marítima portuguesa, da exploração da costa africana e da conquista das praças marroquinas, sob o comando do Infante D. Henrique. Este assentou na região e parte da organização das descobertas foi efectuada no Algarve. O território, devido às condições favoráveis à navegação, foi uma das primeiras bases da expansão marítima portuguesa nos séculos XV e XVI, do qual partiram algumas expedições, sendo o porto de Lagos um dos mais importantes dessa época.

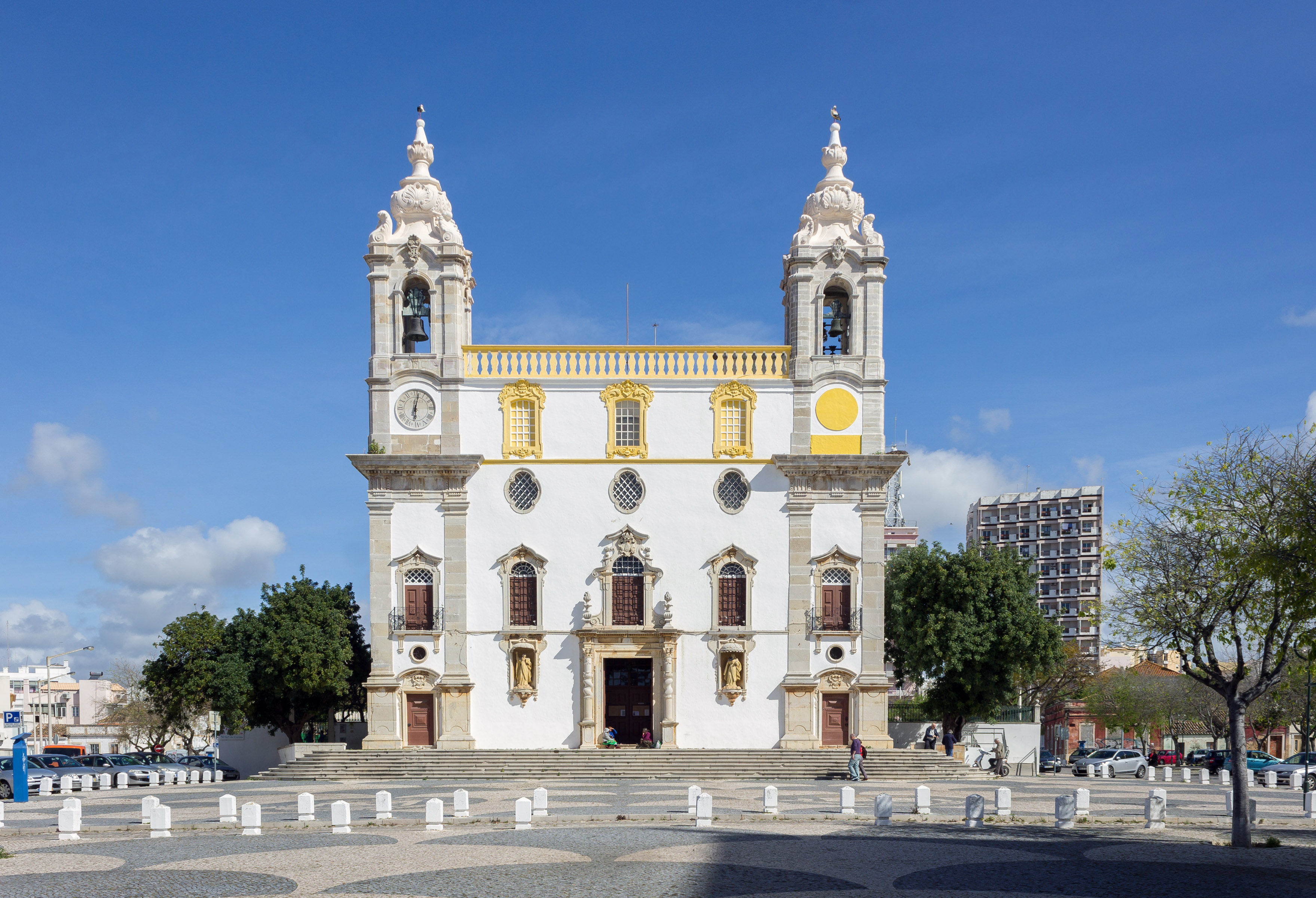
Igreja do Carmo em Faro

Com o fim da presença portuguesa nas praças africanas, a região entrou novamente numa certa decadência, acentuada pela destruição imposta pelo terremoto de 1 de Novembro de 1755.
O primeiro-ministro do rei D. José I, o Marquês de Pombal tentou efectuar uma divisão, nunca reconhecida pelo Papado Romano, da diocese de Faro em dois bispados: Faro e Vila Nova de Portimão. O limite entre eles era a ribeira de Quarteira e o seu prolongamento em linha reta até ao Alentejo.
No período das invasões franceses, o Algarve foi foco de revoltas em defesa da soberania nacional portuguesa, como a revolta de Olhão(em 1808).
O Algarve foi palco de várias reações contra as forças ocupantes, sendo célebre o episódio a reação dos populares da Luz de Tavira contra os saqueadores franceses quando estes tentaram levar o ouro da Igreja da localidade.
Durante as Guerras Liberais que começaram com a tomada do poder por D. Miguel I e a reação das forças liberais lideradas pelo duque da Terceira, elegeram a região da Manta Rota como lugar de desembarque das forças militares que depois se moveram a caminho de Lisboa.
O Reino do Algarve foi dissolvido em 1834, com a extinção do posto de Governador Militar do Reino do Algarve e o distrito de Faro instituído no ano seguinte, apesar do título de Rei dos Algarves se conservar na titulatura régia pelo menos até 1910.
Posteriormente, o Algarve iniciou o século XX como uma região rural, periférica, com uma economia baseada na cultura de frutos secos, na pesca e na indústria conserveira. Contudo, a partir da década de 1960, dá-se a explosão da indústria do turismo, mudando assim por completo a sua estrutura social e económica.
Desde os alvores do reino, constituiu uma região bem delimitada e individualizada, não só em termos geográficos mas também do ponto de vista identitário, com características históricas, climáticas, etnográficas, arquitetónicas, gastronómicas e económicas muito próprias.
Actualmente, o turismo constitui o motor económico do Algarve. A antiga província tradicional possui algumas das melhores praias do Sul da Europa, e condições excepcionais para a prática de actividades e desportos ao ar livre.
O Algarve é a terceira região mais rica do país, com um PIB per capita de 87% (média Europeia). Ocupa uma área de 4 996 km2 e nela residem 467 495 habitantes (2021).

## Geografia
O Algarve confina a norte com a região do Alentejo (sub-regiões do Alentejo Litoral e Baixo Alentejo), a sul e oeste com o oceano Atlântico, e a leste o Rio Guadiana marca a fronteira com Espanha. O ponto mais alto situa-se na serra de Monchique, com uma altitude máxima de 902 m (Pico da Foia).
Além de Faro, têm também categoria de cidade os aglomerados populacionais de Albufeira, Lagoa, Lagos, Loulé, Olhão, Portimão, Quarteira, Silves, Tavira e Vila Real de Santo António. Destas, todas são sede de concelho à excepção de Quarteira.
A zona ocidental do Algarve é designada por Barlavento e a oriental por Sotavento. A designação deve-se com certeza ao vento predominante na costa sul do Algarve, sendo a origem histórica desta divisão incerta e bastante remota. Na Antiguidade, os Romanos consideravam no sudoeste da Península Ibérica a região do cabo Cúneo — que ia desde Mértola por Vila Real de Santo António até à enseada de Armação de Pêra — e a região do Promontório Sacro — que abrangia o restante do Algarve.
Internamente, a região é subdividida em duas zonas, uma a Ocidente (o Barlavento) e outra a Leste (o Sotavento). Com esta divisão podemos registar um claro efeito de espelho entre as duas zonas. Cada uma destas zonas tem 8 municípios e uma cidade dita principal: Faro está para o Sotavento como Portimão está para o Barlavento. De igual modo possui cada uma delas uma serra importante (a Foia, no Barlavento, e o Caldeirão, no Sotavento). Rios com semelhante importância (o Arade no Barlavento e o Guadiana no Sotavento).
Um hospital principal em cada uma das zonas garante os cuidados de saúde em todo o Algarve. Em termos de infraestruturas, o Aeroporto Internacional está numa zona e o Autódromo Internacional noutra. Finalmente, a nível desportivo, os históricos do futebol algarvio Sporting Clube Olhanense (representante do Sotavento) e o Portimonense Sporting Clube (representante do Barlavento) encontram-se regularmente na Primeira Liga do futebol português. A equipa do Olhanense ascendeu à 1.ª Liga em 2009, enquanto que por sua vez a equipa de Portimão ascendeu um ano depois, em 2010.

### Clima
Um dos principais traços distintivos da região algarvia constitui o seu clima. As condições climáticas que o senso-comum atribui geralmente ao clima algarvio podem ser encontradas em todo o seu esplendor no barrocal e no litoral sul, especialmente na região central e no sotavento algarvio. Um conjunto de características base resumem o clima da região, em especial do barrocal e do litoral sul: verões longos e quentes, invernos amenos e curtos, precipitação concentrada no Outono e no Inverno, reduzido número anual de dias com precipitação e elevado número de horas de sol por ano. A temperatura média anual do litoral do sotavento e da região central do Algarve é mais  elevada de Portugal Continental e uma das mais elevadas da Península Ibérica, rondando os 18 °C, atendendo às normais climatológicas 1961/90. A precipitação encontra-se essencialmente concentrada entre Outubro e Fevereiro, e assume com frequência um carácter torrencial. As médias anuais são inferiores a 600 mm em grande parte do litoral e no vale do Guadiana, e superam os 800 mm na serra do Caldeirão e os 1 000 mm na serra de Monchique. Na região litoral existem 5 meses secos, e entre Junho e Setembro a queda de precipitação é muito pouco frequente.
O clima do Algarve, segundo a classificação de Köppen, divide-se em duas regiões: uma de clima temperado com inverno chuvoso e verão seco e quente (Csa) e outra de clima temperado com inverno chuvoso e verão seco e pouco quente (Csb). Com excepção da Costa Vicentina e das serras de Monchique e de Espinhaço de Cão, toda a região algarvia possui um clima temperado mediterrânico do tipo Csa. No litoral do sotavento algarvio as noites tropicais (noites com temperatura mínima igual ou superior a 20 °C) são frequentes durante o período estival. De facto, a temperatura mínima mais alta de sempre registada em Portugal pertence à estação meteorológica de Faro: 32,2 °C, a 26 de Julho de 2004. A queda de neve na região algarvia é muito rara e é mais susceptível de ocorrer na Foia. A última vez que ocorreu queda de neve no litoral algarvio foi em fevereiro de 1954. Na madrugada de 1 de Fevereiro de 2006 nevou na serra do Caldeirão, e na manhã de 10 de Janeiro de 2009 nevou na serra de Monchique.
A primavera algarvia é uma estação inconstante: alguns anos é fugaz, curta, noutros mais longa, roubando espaço ao Estio ou ao Inverno; por vezes chuvosa e fresca, ou então quente e seca, ou ainda soalheira, mas ventosa. Em Março e Abril as temperaturas sobem lentamente, transitando para os valores estivais; durante o dia estas oscilam entre os 9/12 °C e os 19/22 °C. Em ambas os meses a precipitação média ronda os 40 mm, num total para ambos os meses de cerca de 20 dias com precipitação igual ou superior a 0,1 mm.

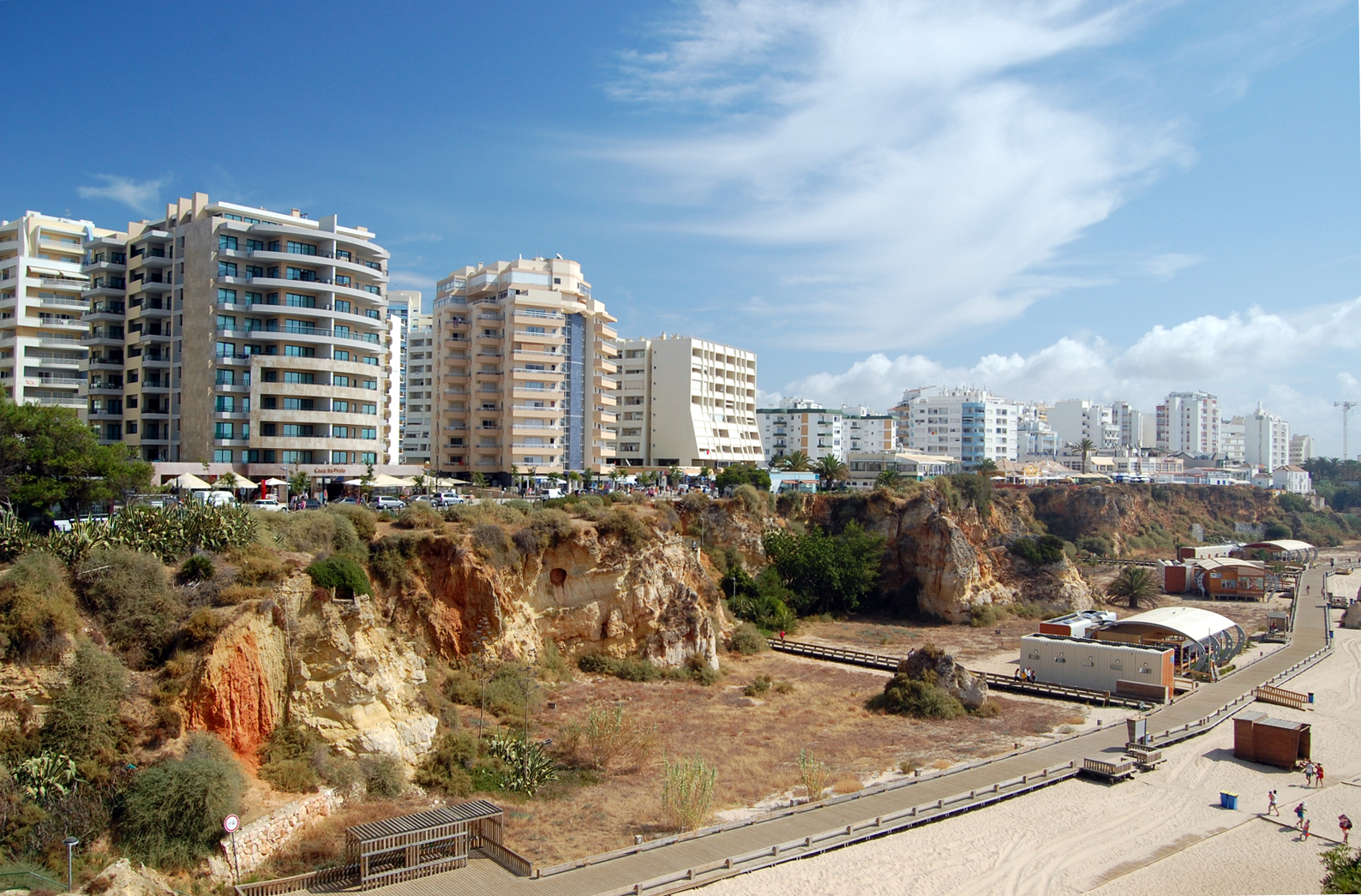
Praia da Rocha em Portimão. Devido ao seu bom clima, o Algarve transformou-se no maior destino turístico do país

Uma das características climáticas de referência da região algarvia é a existência de verões longos, quentes e secos. A partir de meados de Maio, a queda de precipitação no litoral e barrocal sul começa a ser um evento raro, e as temperaturas máximas e mínimas abandonam a amenidade primaveril para atingirem valores estivais. Junho é um mês seco, com precipitações médias inferiores a 10 mm e temperaturas médias que oscilam entre os 16 °C e os 26 °C. Julho e Agosto são os dois meses mais quentes e secos do ano. A queda de precipitação é um evento pouco frequente, podendo suceder-se vários anos sem que ocorra queda de precipitação durante estes dois meses. As temperaturas médias oscilam entre os 17/19 °C e os 28/30 °C. A temperatura mais alta registada no Verão é de 44,3 °C na estação Faro/Aeroporto no dia 26 de Julho de 2004. Setembro ainda apresenta características estivais bem marcadas. As temperaturas oscilam entre os 16/18 °C e os 26/29 °C. Por vezes, as primeiras chuvas de Outono podem ocorrer no final de Setembro; por esse motivo, a precipitação média deste mês ronda os 15 mm.
As primeiras chuvas após o verão, que  ocorrem regularmente durante o mês de Outubro, caracterizam o início do outono. Após a queda das primeiras chuvas, os dias ainda poderão permanecer quentes, mas as noites começam gradualmente a ficar mais frescas. Por vezes, sucedem-se semanas de dias soalheiros, banhados por uma luz doce e inconfundível: é o chamado Verão de São Martinho. Ocasionalmente, as condições estivais prolongam-se durante parte do mês de Outubro. Em Outubro, as temperaturas oscilam entre os 13/16 °C e os 23/25 °C. As chuvas que caem durante este mês assumem com frequência um carácter torrencial: durante apenas um dia pode ser acumulada uma parte substancial da precipitação total do mês, seguindo-se vários dias de sol e céu limpo. A precipitação média de Outubro ronda os 45/70 mm. Novembro é o segundo mês mais chuvoso do ano, com uma precipitação média que ronda os 75/90 mm, concentrada geralmente num reduzido número de dias. As temperaturas baixam ligeiramente durante este mês, variando entre os 10/12 °C e os 18/21 °C.
O inconfundível inverno algarvio pode ser resumidamente caracterizado por três adjetivos: curto, chuvoso e suave. Dezembro é o mês mais chuvoso do ano. Dias tempestuosos, marcados pela chuva intensa e trovoada alternam com dias amenos, soalheiros e de céu limpo, óptimos para a prática de atividades ao ar livre. A precipitação média ronda os  90 a 120 mm, e as temperaturas médias oscilam entre os 8/10 °C e os 16/18 °C. Janeiro é o mês com temperaturas menos altas do ano: regra geral, estas variam entre os 6/8 °C e os  15/17 °C. A precipitação média ronda os 70/80 mm. Já em Fevereiro, as temperaturas começam paulatinamente a subir, e no final deste mês as condições primaveris começam a fazer-se sentir. As temperaturas oscilam os 7/9 °C e os 16/18 °C, e a precipitação média ronda os 45 a 70 mm. Ocasionalmente, durante o inverno a região algarvia é assolada por curtos períodos mais frios, nos quais as temperaturas mínimas atingem valores próximos dos 0 °C e as máximas não ultrapassam os 10 °C. Contudo, estes eventos meteorológicos são raros.

## Fauna e flora

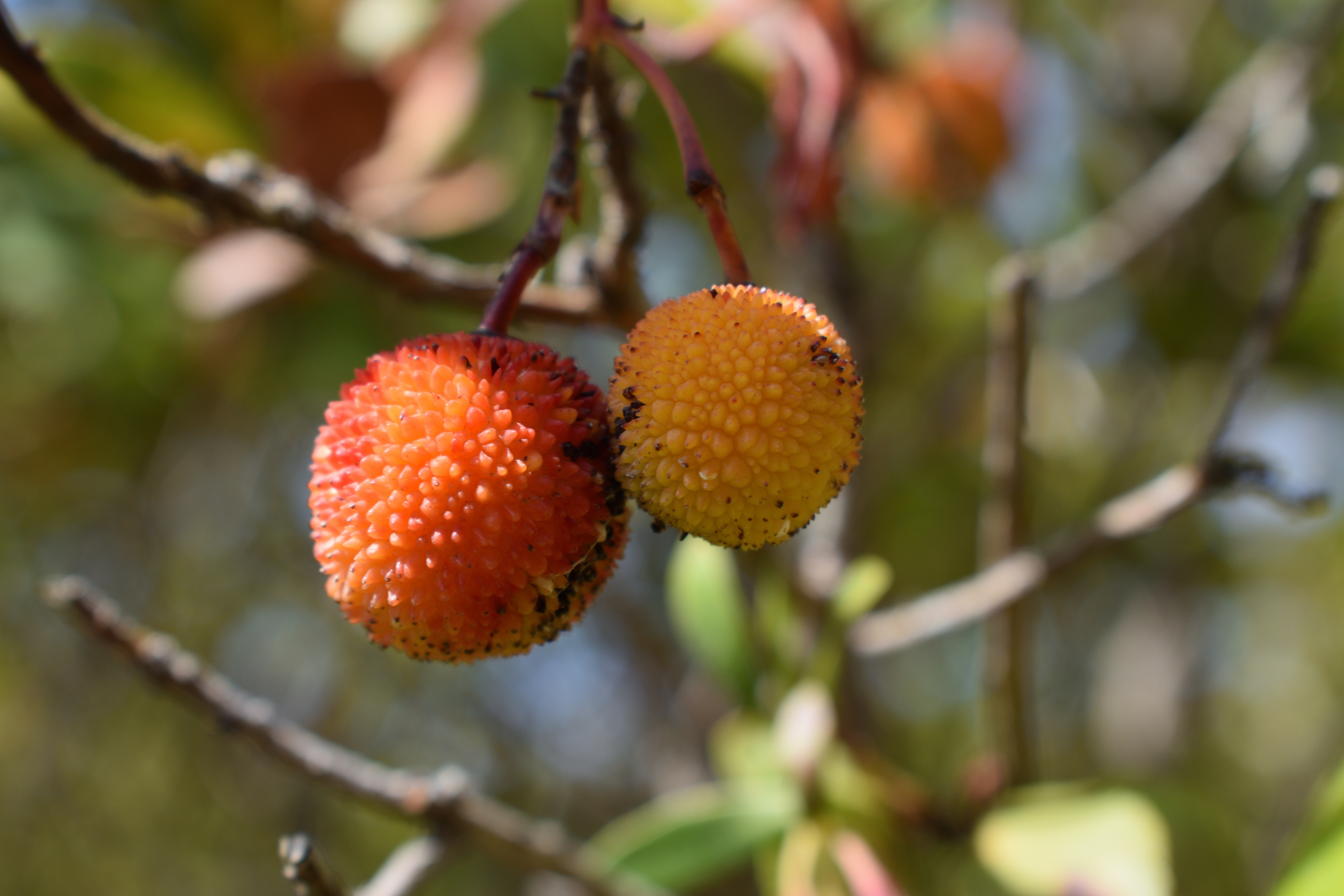
Medronhos, fruto do medronheiro, encontrados abundantemente pelo Algarve, constituem uma importante base alimentar para muitas espécies de aves

O cabo de São Vicente está situado numa rota de migração de aves, permitindo a observação sazonal de variedade de avifauna. A vegetação predominante no barrocal Algarvio é o matagal mediterrânico, caracterizado pela abundância de plantas resistentes à falta de água.
O subsolo do Algarve é habitado por várias espécies endémicas, únicas do Algarve, algumas delas descobertas recentemente. As espécies mais emblemáticas da fauna subterrânea do Algarve são o pseudoescorpião gigante das grutas do Algarve (Titanobochica magna) e o maior inseto cavernícola terrestre da Europa, a Squamatinia algharbica.
Outras espécies de plantas, endémicas rigorosas ou não, levam o nome do Algarveː

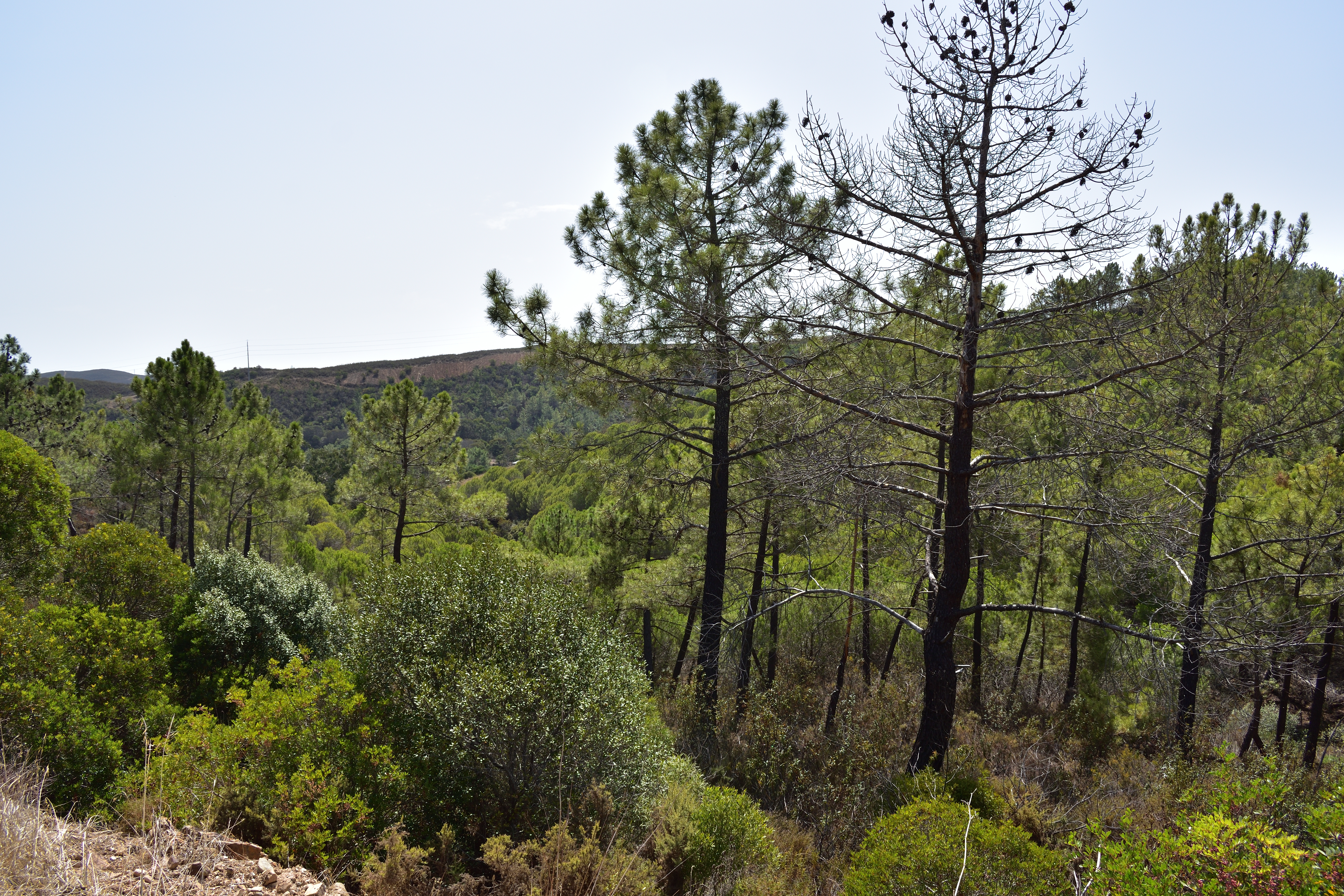
Pinheiros-bravos perto da Barragem de Odeáxere. Embora não tão comum quanto o Pinheiro-manso, esta espécie de pinheiro ocorre naturalmente em algumas partes do Algarve

- Cistus algarvensis Sims, Bot. Mag. 17: t. 627 (1803).
- Helianthemum algarvense Dunal, Prodr. [A. P. de Candolle] 1: 268 (1824).
- Herniaria algarvica Chaudhri, Rev. Paronychiinae 346 (1968).
- Limonium algarvense Erben, Mitt. Bot. Staatssamml. München 14: 503 (1978).
- Linaria algarviana Chav., Monogr. Antirrh. 142 (1833).
- Ophrys algarvensis D.Tyteca, Benito & M.Walravens, J. Eur. Orch. 35(1): 65 (2003). Syn.: O. omegaifera subsp. algarvensis (D.Tyteca, Benito & M.Walravens) Kreutz, Kompend. Eur. Orchid. 110 (2004).
- Rhododendron algarvense Page, Prod. Southhampt. Gard. 38.
- Sideritis algarviensis D.Rivera & Obón, Anales Jard. Bot. Madrid 47(2): 500 (1990).
- Stegitris algarviensis Raf., Sylva Tellur. 132 (1838).

## Demografia

### População
No ano de 2021 o Algarve registou 467 343 habitantes, concentrando 4,5% da população residente em Portugal, que compreende apenas uma subregião, constituída por 16 municípios e dividido entre 67 freguesias. O centro populacional da região encontra-se em Faro, tendo mais de 67 mil habitantes e uma densidade populacional de 334 habitantes por km2, sendo o segundo município mais populoso e o segundo município com a densidade populacional mais alta da região.
| População residente (2021) | De 0 a 14 anos (2021) | De 15 a 24 anos (2021) | De 25 a 64 anos (2021) | De 65 ou mais anos (2021) |
| -------------------------- | --------------------- | ---------------------- | ---------------------- | ------------------------- |
| 467 343                    | 62 781                | 45 829                 | 247 784                | 110 949                   |

| Ano       | 2001    | 2008    | 2009    | 2010    | 2011    | 2012    | 2013    | 2014    | 2015    | 2016    | 2017    | 2018    | 2019    | 2020    | 2021    |
| --------- | ------- | ------- | ------- | ------- | ------- | ------- | ------- | ------- | ------- | ------- | ------- | ------- | ------- | ------- | ------- |
| População | 400.937 | 440.088 | 445.824 | 451.304 | 446.140 | 444.390 | 442.358 | 441.468 | 441.929 | 441.469 | 439.617 | 438.864 | 438.406 | 437.970 | 467.343 |

A população do Algarve aumentou em 6,7% desde do ano de 2020, cerca de 30 mil habitantes mais comparado com o ano de 2020, aonde se registou através das estimativas uma população de 437 970 habitantes. Comparado com os censos de 2011, aonde se registou 446.140 habitantes, a população da região diminuiu em cerca de 4,7%. Por causa da crise financeira a região registou entre 2009 e 2020 um saldo negativo, passando de 445.824 habitantes em 2009 para 437 970 habitantes em 2020, reduzindo em 2,8% da população em onze anos. A partir de 2020 o número de habitantes conseguiu aumentar na região, situando-se nos 467343 habitantes em 2021.

### Municípios
O Algarve é constituído por 16 municípios, sendo Loulé o município mais populoso da região, com mais de 72 mil habitantes, seguido pelo muncípio de Faro com mais de 67 mil habitantes, o muncípio de Portimão com pouco menos de 60 mil habitantes, o município de Olhão e o município de Albufeira com ambas mais de 44 mil habitantes.

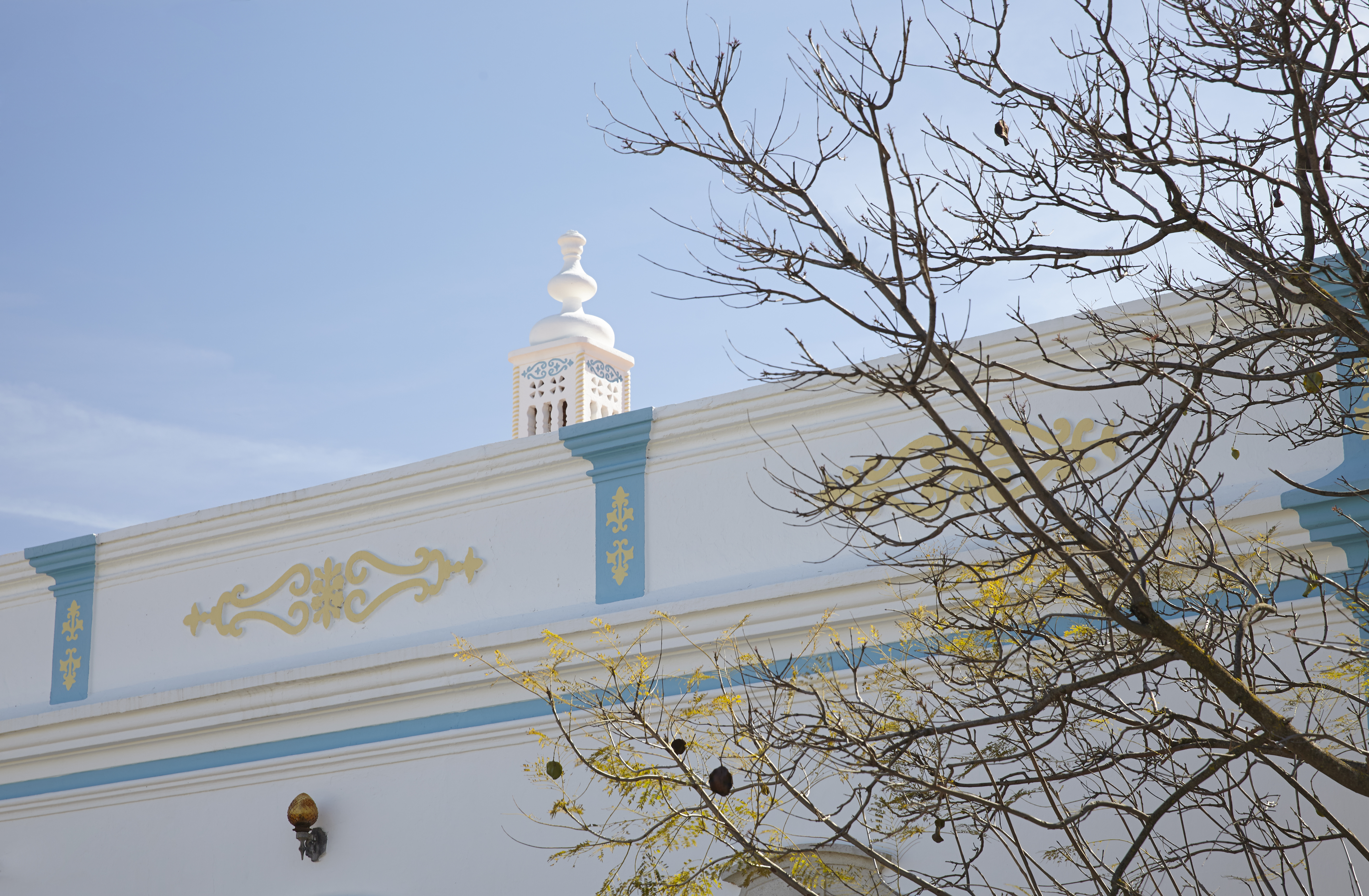
As casas tradicionais algarvias possuem platibandas e ornamentação únicos. A chaminé algarvia, que remonta aos séculos XVII e XVIII, é particularmente famosa

Os dez municípios mais populosos do Algarve encontram-se todos no litoral. Os dez municípios contabilizam perto de de 430 mil habitantes. Quanto à densidade populacional, o município de Olhão tem a densidade populacional mais alta de toda a região, com 341 habitantes por km2, seguido pelo muncípio de Faro com 334 habitantes por km2, Portimão com 328 habitantes por km2, Albufeira com 313 habitantes por km2 e Vila Real de Santo António com 308 habitantes por km2.
| Posição | Município                  | População (2021) | Densidade populacional por km2 | Área (km2) |
| ------- | -------------------------- | ---------------- | ------------------------------ | ---------- |
| 1°      | Loulé                      | 72 348           | 94                             | 763,67     |
| 2°      | Faro                       | 67 650           | 334                            | 202,57     |
| 3°      | Portimão                   | 59 867           | 328                            | 182,06     |
| 4°      | Olhão                      | 44 643           | 341                            | 130,86     |
| 5°      | Albufeira                  | 44 168           | 313                            | 140,66     |
| 6°      | Silves                     | 37 776           | 55                             | 680,06     |
| 7°      | Lagos                      | 33 500           | 157                            | 212,99     |
| 8°      | Tavira                     | 27 230           | 45                             | 606,97     |
| 9°      | Lagoa                      | 23 734           | 268                            | 88,25      |
| 10°     | Vila Real de Santo António | 18 825           | 308                            | 61,25      |

### Cidades
O Algarve tem 11 cidades oficiais.
A maior cidade da região é Portimão, com pouco menos de 50 mil habitantes e uma densidade populacional de 651 habitantes por km2, seguida por Faro, com mais de 46 mil habitantes e uma densidade populacional de 619 habitantes por km2, e Albufeira, com mais de 28 mil habitantes e uma densidade populacional de 649 habitantes por km2.
| Posição | Cidade                     | Município                  | População (2021) | Densidade populacional por km2 | Área (km2) |
| ------- | -------------------------- | -------------------------- | ---------------- | ------------------------------ | ---------- |
| 1°      | Portimão                   | Portimão                   | 49 263           | 651                            | 75,69      |
| 2°      | Faro                       | Faro                       | 46 310           | 619                            | 74,75      |
| 3°      | Albufeira                  | Albufeira                  | 28 640           | 649                            | 41.17      |
| 4°      | Loulé                      | Loulé                      | 24 739           | 227                            | 108,90     |
| 5°      | Quarteira                  | Loulé                      | 24 421           | 640                            | 38,16      |
| 6°      | Lagos                      | Lagos                      | 23 653           | 811                            | 29,15      |
| 7°      | Tavira                     | Tavira                     | 15 434           | 104                            | 147,99     |
| 8°      | Olhão                      | Olhão                      | 14 207           | 1506                           | 9,43       |
| 9°      | Vila Real de Santo António | Vila Real de Santo António | 11 754           | 192                            | 61,25      |
| 10°     | Silves                     | Silves                     | 10 663           | 60                             | 177,45     |
| 11°     | Lagoa                      | Lagoa                      | 10 145           | 259                            | 39,13      |

### Freguesias
O Algarve, através dos 16 municípios, é constituida por 67 freguesias. A seguinte lista demostra todas as freguesias, listadas e ordenadas:
- Lista de Freguesias do Algarve

## Património edificado
Lista de património edificado no distrito de Faro

## Acidentes geográficos

### Serra de Monchique
A Serra de Monchique localiza-se na zona oeste do Algarve, onde se situa o ponto mais alto da região — a Fóia — que está a 902 m de altitude. Este é também um dos pontos mais proeminentes de Portugal. O cume-pai chama-se Picota e está a 774 m acima do nível do mar.

### Serra do Caldeirão
A serra do Caldeirão faz a fronteira entre o litoral e barrocal algarvios e as planícies do Baixo Alentejo. Faz parte do maciço antigo, sendo constituída por xisto-grauvaque, rocha que origina solos finos e pouco fertéis. O seu ponto mais alto localiza-se no Baixo Alentejo, próximo da fronteira com o Algarve, onde atinge os 580 m de altitude; nos concelhos de Tavira e de Loulé possui diversos pontos em que ultrapassa os 500 m.

### Rio Guadiana
O rio Guadiana é a fronteira natural entre o Algarve e a Andaluzia e, portanto, entre Portugal e Espanha. O rio nasce a uma altitude de cerca de 1 700 m, nas lagoas de Ruidera, na província espanhola de Ciudad Real, tendo uma extensão total de 829 km.
A bacia hidrográfica tem uma área de 68 200 km², situada, em grande parte, em Espanha (cerca de 55 000 km²).
Este rio é navegável até à vila alentejana de Mértola, constituindo um atrativo turístico relevante.

### Rio Arade
Nasce na Serra do Caldeirão e passa por Silves, Portimão e Lagoa indo desaguar no oceano Atlântico, em Portimão, imediatamente a leste da Praia da Rocha.
No tempo dos descobrimentos portugueses era navegável até Silves, onde existia um importante porto. Hoje, devido ao enorme assoreamento, apenas pequenos barcos aí podem chegar.

### Ria Formosa
É um sapal que se estende pelos concelhos de Loulé, Faro, Olhão, Tavira e Vila Real de Santo António, abrangendo uma área de cerca de 18 400 hectares ao longo de 60 km desde o rio Ancão até à praia da Manta Rota.
Trata-se de uma área protegida pelo estatuto de Parque Natural, atribuído pelo Decreto-lei 373/87 de 9 de dezembro de 1987. Anteriormente, a Ria Formosa tinha estatuto de Reserva Natural, instituído em 1978.

## Economia

### Comparação com o resto do país
A Região do Algarve representa cerca de % das exportações nacionais e % da economia nacional. Graças aos investimentos no turismo, e a região ter recebido várias qualificações como "Melhor Destino Europeu", tornou-se uma região competitiva e é a região com mais turistas nacional. A Região do Algarve tem, a seguir da Área Metropolitana de Lisboa, da Região Norte, da Região Centro e do Alentejo, a quinta maior economia regional de Portugal. Mesmo que seja a quinta região mais rica do país, é hoje a segunda região aonde às pessoas tem o maior rendimento de todas as sete regiões nacionais. Em 2019, a diferença entre os rendimento por habitante do Algarve, comparado com a Área Metropolitana de Lisboa, existe uma diferença de cerca de 4.000 €.

### Crise financeira
A região foi atingida pela recessão global em 2009 e pela Crise da Zona Euro em 2011 e 2012. Enquanto o PIB da região ultrapassou pela primeira vez os 7,5 mil milhões de € em 2010, baixou em 2012 para 7,1 mil milhões de €, graças à crise. A região só conseguiu recuperar os 7,5 mil milhões de € em 2014, e com um forte crescimento económico atingiu os 10 mil milhões de € em 5 anos. Em termos de PIB per capita reduziu de 16 900 € em 2009 para 16 100 € em 2012, mas graças ao forte crescimento económico conseguiu atingir os 20.000 € em 2017, aumentando assim o rendimento de cada habitante em 4 000 €, com uma duração de 5 anos.

### Produto Interno Bruto
Ao longo dos anos, o Produto Interno Bruto do Algarve cresceu com a entrada na União Europeia, com os investimentos feitos no turismo e nas infra-estruturas.

#### Evolução do PIB do Algarve
Os dados dos anos de 2009 e 2019 mostram, que o PIB da região algarvia cresceu 38%, dos registados 7,4 mil milhões de € em 2009 para 10,2 mil milhões de € em 2019. Ao longo dos anos o PIB da região baixou, por exemplo em 2011 e 2012, aonde foi registado um decrescimento perto dos 5,4%. As razão para o decrescimento económico foi a crise financeira. Comparado aos dados do PIB nacional, a economia regional do Algarve ganhou ao longo dos anos cada vez mais importância. A partir de 2015, o peso da riqueza produzida no Algarve situou-se nos 4% no PIB nacional.
| Ano               | 2009 | 2010  | 2011  | 2012  | 2013  | 2014  | 2015 | 2016 | 2017  | 2018  | 2019  | 2020   |
| ----------------- | ---- | ----- | ----- | ----- | ----- | ----- | ---- | ---- | ----- | ----- | ----- | ------ |
| PIB               | 7,4  | 7,5   | 7,3   | 7,1   | 7,2   | 7,5   | 7,8  | 8,5  | 9,2   | 9,7   | 10,2  | 8,7    |
| Crescimento       | x    | +1,3% | -2,7% | -2,7% | +1,4% | +4,1% | +4%  | +9%  | +8,2% | +5,4% | +5,1% | -14,7% |
| % do PIB nacional | 3%   | 3,1%  | 3%    | 3,3%  | 3,2%  | 3,2%  | 3,9% | 4,1% | 4,1%  | 4%    | 4,2%  | 3,7%   |

#### PIB por sub-região
A Região do Algarve é constituída por uma só sub-região, com o mesmo nome. Daí não existem dados para comparar as sub-regiões do Algarve, porque só existe uma.

#### PIB per capita por sub-região
A Região do Algarve é constituída por uma só sub-região, com o mesmo nome. Daí não existem dados para comparar as sub-regiões do Algarve, porque só existe uma.

### Turismo
Até ao início da década de 60 do século XX, o Algarve era uma região caracterizada por empregos precários, mal remunerados e uma pobre qualidade de vida. O turismo, propiciado pela inauguração do Aeroporto Internacional de Faro em 1965, constituiu o grande impulso à obsolescência de diversas actividades praticadas até então e promoveu a gradual especialização da economia, acontecimentos esses que mudaram o paradigma de subdesenvolvimento que definia a região. O turismo tornou-se, então, na principal actividade económica algarvia, levando a região a afirmar-se como estância balnear de reconhecimento internacional, assentando nos lucros da sua oferta um crescimento económico notável. Graças ao clima apelativo e à melhoria das condições de vida das populações a que se assistiram nas últimas décadas, o Algarve é a única zona do país, a par das grandes áreas urbanas de Lisboa e do Porto, a registar um crescimento da população.
O Algarve dispõe de praias e paisagens naturais que, aliadas ao clima temperado mediterrânico, tornam-na na mais turística região de Portugal. Hoje em dia, as ligações rodoviárias fazem com que qualquer ponto do Algarve esteja a pouco mais de uma hora de distância do aeroporto. Actualmente, o aeroporto de Faro é o terceiro mais movimentado de Portugal, tendo recebido mais de 8,6 milhões de passageiros no ano de 2018.
A maioria dos turistas vêm de Portugal, Reino Unido, Espanha, Alemanha, Países Baixos e Irlanda, estando-se igualmente a verificar uma crescente presença de visitantes provenientes de França. No primeiro semestre de 2019 registou-se um crescimento de 62%, 30,6% e 14,6% dos mercados italiano, brasileiro e americano, respectivamente.
Vilamoura, junto à praia da Falésia (concelho de Loulé), Albufeira, considerada a "capital do turismo" algarvio, possuindo alguns dos mais conhecidos complexos turísticos da Europa, a Praia da Rocha, no concelho de Portimão, e a Praia da Marinha, no concelho de Lagoa, são os destinos mais procurados pelos turistas. Lagos é também uma das cidades com maior presença turística no Algarve. Algumas das suas praias são consideradas das melhores de Portugal e até do mundo, dispondo também de uma grande diversidade de bares, restaurantes e hotéis amplamente reconhecidos. Nos últimos anos, a região de Tavira tem-se assumido cada vez mais como um importante pólo turístico, graças ao seu valioso património cultural e paisagístico. Já na extremidade do sotavento algarvio, localiza-se ainda Monte Gordo, um dos mais antigos pontos de turismo balnear da costa algarvia; a antiga aldeia de pescadores encontra-se já em pleno golfo de Cádiz, e como tal é banhada pelas águas mais quentes do país: não raras vezes durante a estação estival a temperatura da água do mar atinge os 26 °C.
Tem-se vindo a observar um considerável crescimento no sector do Alojamento Local nos últimos anos, estimulado por uma crescente procura por parte de pessoas com menos poder aquisitivo e que, por conseguinte, não se podem hospedar em unidades hoteleiras. O Algarve possui aproximadamente 32 mil alojamentos locais legais, desde apartamentos e moradias para aluguer a hostels e casas de hóspedes, os quais empregam mais de 20 mil pessoas e geram em torno de 980 milhões de Euros por ano. Cerca de metade destes estabelecimentos localizam-se nos concelhos de Albufeira, Loulé e Portimão. Os turistas que mais procuram esta modalidade de alojamento são britânicos, portugueses e franceses, seguidos por alemães, espanhóis e brasileiros. Estudos demonstram que a flexibilidade e condições destas acomodações, desde a hospitalidade dos anfitriões, mais dispostos a interagir com os hóspedes, à localização muitas vezes central ou perto da praia, à permissão de animais de estimação, à possibilidade de organizar eventos, assim como a relação qualidade-preço, tornam-nas mais apelativas a um nicho de mercado que tem como foco evitar os preços elevados e condições mais rígidas das grandes unidades hoteleiras.

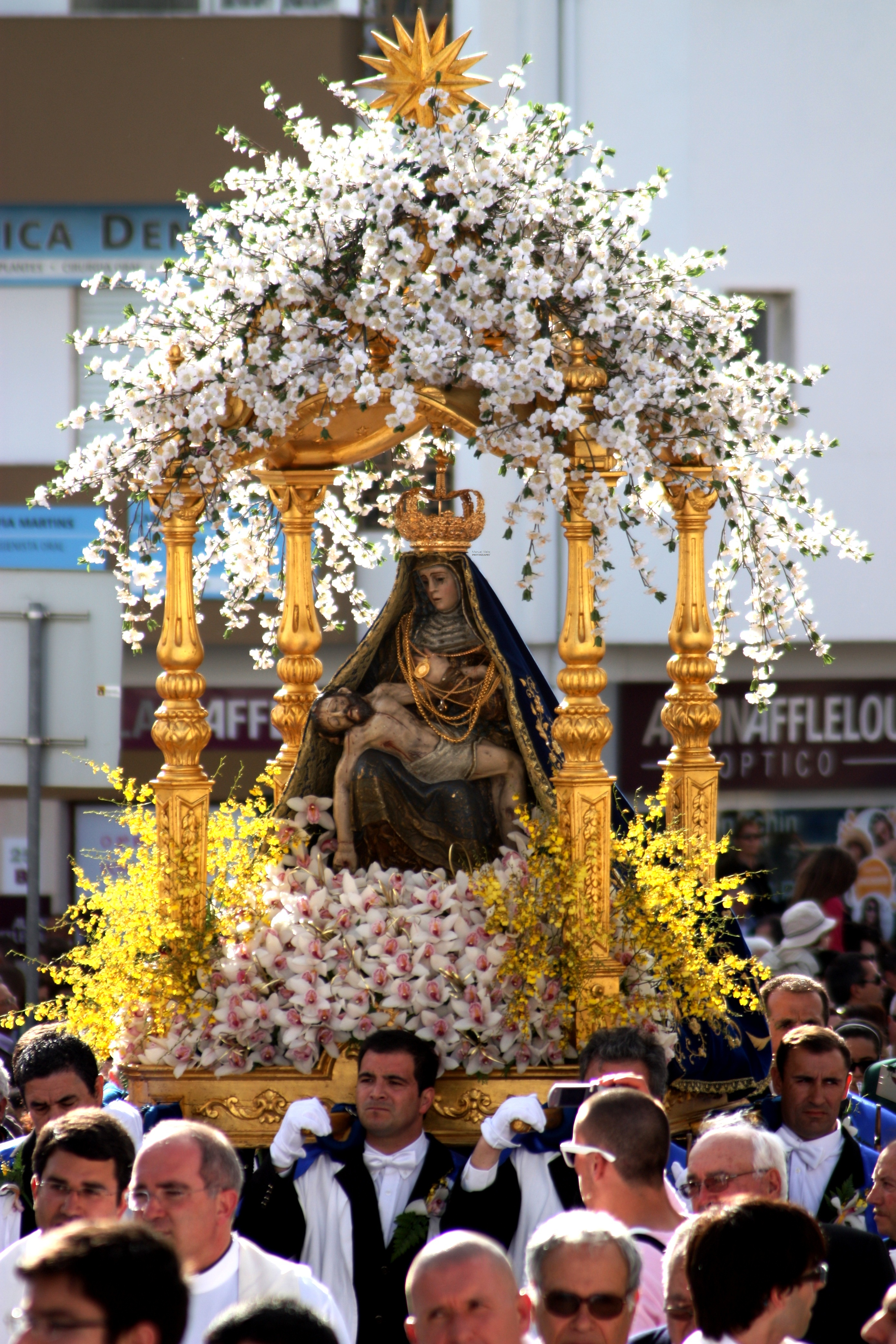
A grande procissão anual da Mãe Soberana, em Loulé, é a mais emblemática do Algarve, atraindo peregrinos e curiosos

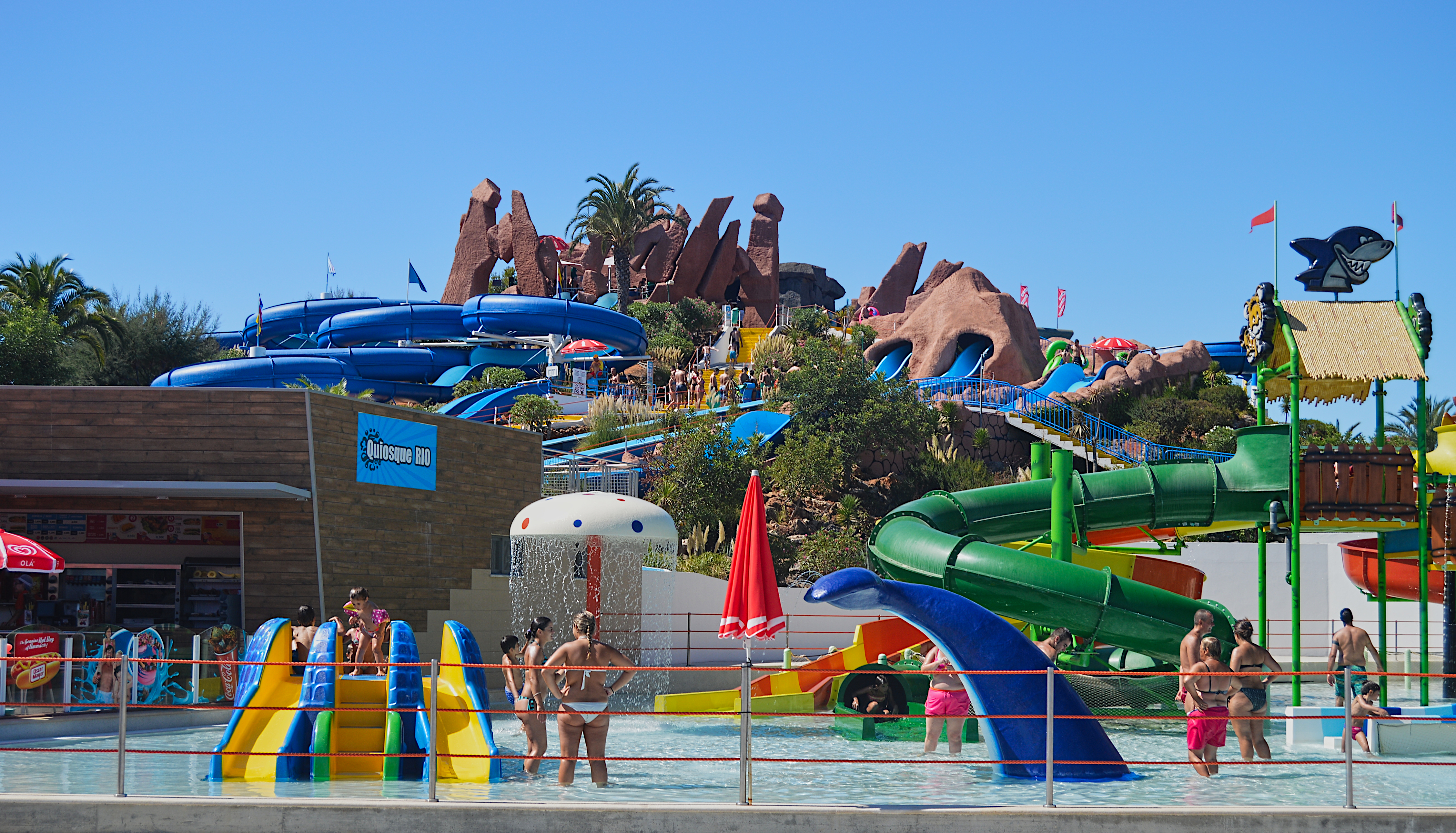
O parque aquático Slide & Splash, em Lagoa, atrai milhares de veraneantes

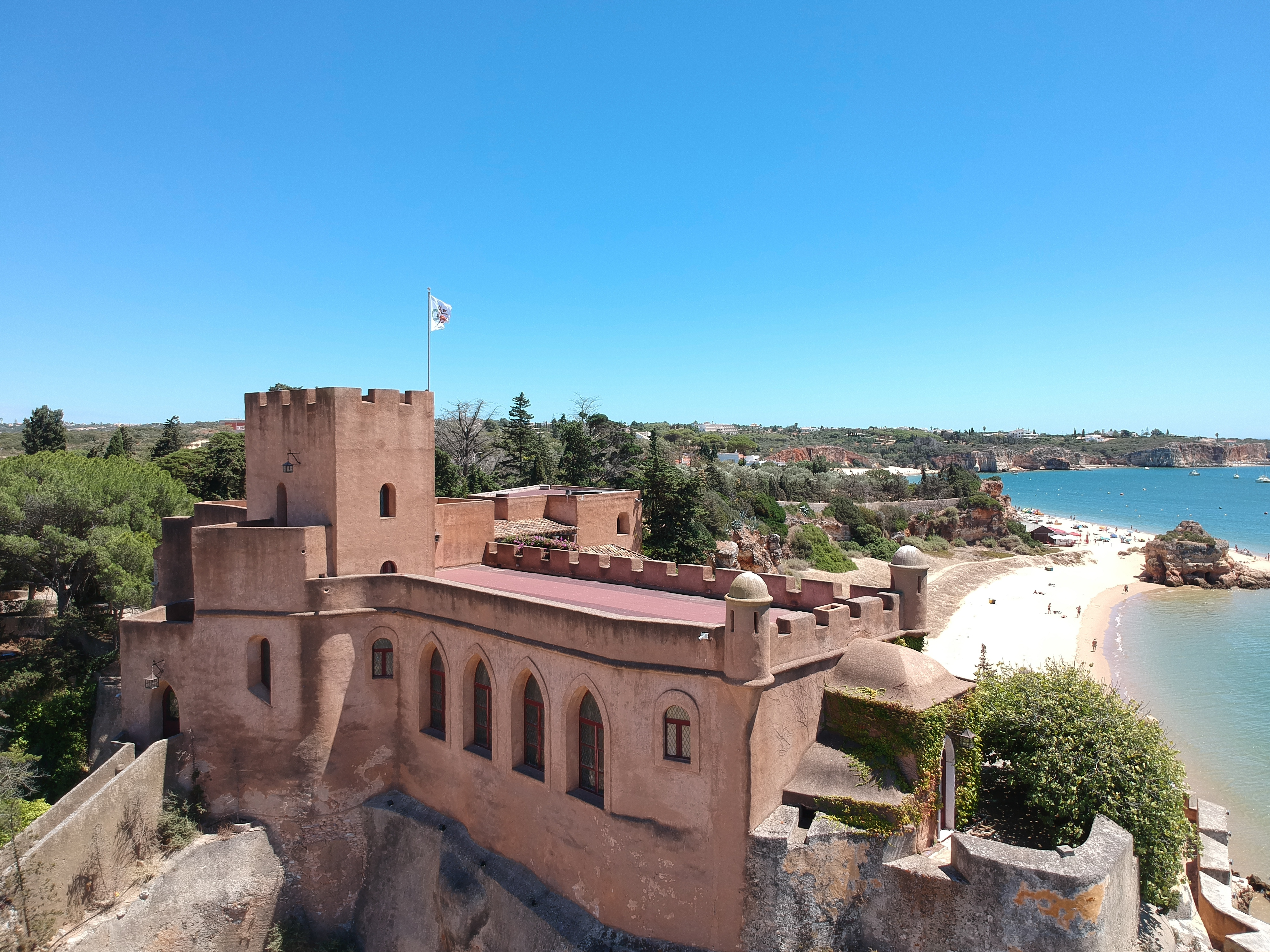
O Castelo de São João do Arade, em Ferragudo. O turismo de cultura tem também uma forte presença no Algarve

Embora a procura turística seja principalmente baseada nas praias da região, esta tem sido incrementada devido à realização de importantes eventos desportivos, como o campeonato europeu de futebol Euro 2004 que teve três dos seus jogos em Faro, os campeonatos mundiais de voleibol que têm tido lugar em Portimão, campeonatos mundiais de golfe e ainda a passagem do maior Rally do mundo, Lisboa–Dakar em 2006 e 2007.[carece de fontes?] Eventos musicais têm vindo a ganhar peso, nomeadamente o Algarve Summer Festival e o Portimão Air Show — um festival aéreo que teve a sua primeira edição em 2008 e que por iniciativa da cidade de Portimão veio também colorir os céus do Algarve e encher a cidade numa época de pouca procura turística.[carece de fontes?] O turismo de natureza, nomeadamente o especializado em caminhadas (destacando-se a Rota Vicentina e a Rota da Água, em Monchique) e observação de aves (sendo a Ria Formosa altamente procurada para esse fim), registou um crescimento substancial nos últimos anos, fomentado principalmente por turistas do centro e norte da Europa. Investimentos no sector do turismo de saúde foram também verificados, sendo actualmente um segmento em considerável expansão.
Durante a época sazonal, ocorre uma grande expansão na população residente algarvia devido às estadias dos turistas, tendo-se verificado situações em que o número de habitantes triplica.
Não obstante o desenvolvimento propiciado pelo advento do turismo, que melhorou, em certo grau, a qualidade de vida da população algarvia, o mesmo suscitou igualmente fortes críticas por parte de diversas personalidades que desaprovam da descaracterização cultural, do encarecimento do custo de vida, desproporcional em relação com o poder aquisitivo dos habitantes, da reduzida diversificação da economia, da desertificação do interior e massificação do litoral, assim como do impacto ambiental que o turismo em massa e a construção civil trouxeram à região. O biólogo e arquitecto algarvio Fernando Silva Grade, no seu livro O Algarve tal como o destruímos, reprova os extensos estragos ecossistémicos, a negligência para com e a destruição da arquitectura tradicional e a obsolescência do legado cultural, possibilitados pela massiva procura turística. Em tom de dissentimento, Silva Grade comentou, sobre a proliferação do sector do turismo e construção civil, «O Algarve, paradigma desta situação, continua a enterrar diligentemente todas as memórias e indícios da sua cultura ancestral. E, depois de ter arrasado praticamente todas as suas cidades, vilas e aldeias, empenha-se agora em desfigurar os últimos resquícios que restam à febre carnívora do betão.» Em 2008, Miguel Sousa Tavares salientou que «Em muitos e muitos dos casos a razão pela qual o litoral alentejano e o barlavento algarvio foram saqueados, sem valor nem vergonha, tem apenas um nome: corrupção. A ganância dos especuladores e promotores, a dependência das câmaras do imobiliário e a corrupção desenfreada mataram a paisagem».
A insolvência da Thomas Cook, a segunda maior operadora turística europeia, em 2019, havia já suscitado considerações desfavoráveis à escassez de alternativas à indústria do turismo, que, ante uma crise que afectasse o sector, deixaria a região do Algarve vulnerável ao desemprego. O carácter sazonal da procura turística e a baixa remuneração dos empregos dependentes desta indústria, assim como a especulação imobiliária, que dificultou a aquisição de habitação e o arrendamento a longo prazo, são outros aspectos alvo de pereceres negativos por parte de alguns analistas.
Outras críticas aludem à destruição de casas e moradias de carácter singular na região para abrir espaço a estabelecimentos turísticos. Fernando Grade denunciou a incapacidade de muitos autarcas e municípios para tomarem medidas no sentido de colmatar os problemas oriundos da dependência do sector do turismo.

#### COVID-19 no Algarve
Em 2020, na decorrência da Pandemia de COVID-19 e pela dependência que a região tem do turismo, o Algarve atravessou por uma onda de desemprego. Com efeito, verificou-se em Abril de 2020 um aumento de 124% no número de inscritos no Instituto do Emprego e Formação Profissional, em comparação com o mês homólogo de 2019, fazendo com que seja a região de Portugal economicamente mais atingida pela doença. Em Maio de 2020, o número de desempregados inscritos no IEFP registou um aumento de 202,4%, face a Maio de 2019. Já debilitada pela interrupção económica e por um substancial estancamento do fluxo turístico, nomeadamente internacional, como resultado da Pandemia de COVID-19, a indústria do turismo no Algarve foi adicional e consideravelmente afectada pela quarentena obrigatória de 14 dias imposta aos turistas britânicos (que representam cerca de 30% dos turistas que visitam o Algarve anualmente) ao regressarem ao Reino Unido provindos de Portugal Continental.

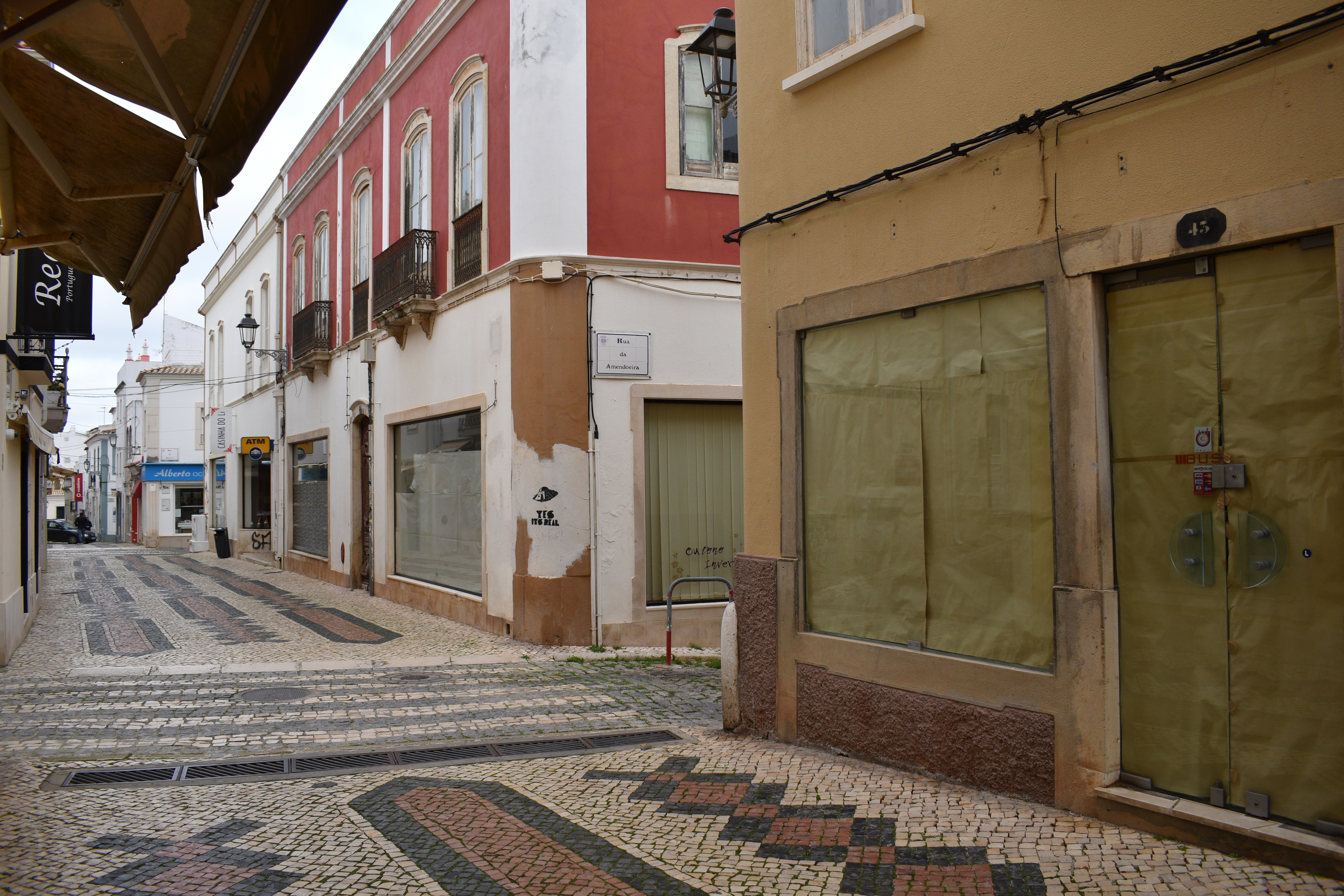
Comércio fechado e rua vazia em Lagos, em decorrência do confinamento

Em Dezembro de 2020 haviam aproximadamente 31 000 desempregados no Algarve, um aumento de mais de 60% em comparação com 2019, sendo a segunda região do país mais afectada pelo desemprego. Em Janeiro de 2021, a taxa de ocupação global média/quarto não superou os 7,6%, um decréscimo de 78,9% face a Janeiro de 2020. Já o volume de vendas apresentou uma diminuição de 83,5% com relação ao mês homólogo do ano anterior. Vários hoteleiros apontam para uma recuperação turística lenta, alegando que os níveis pré-pandémicos não serão retomados num prazo inferior a cinco anos. Os empresários da região criticaram a resposta do governo aos efeitos da crise pandémica, aludindo nomeadamente aos apoios que consideram genéricos, sem atenderem às particularidades da economia algarvia, assim como à falta de perspectiva de abertura das fronteiras. Salientaram ainda que 80% dos negócios estão encerrados, sendo que muitos deles, por conta de burocracia, encontram-se sem acesso a apoios financeiros. Em Março de 2021, segundo Madalena Feu, delegada regional do Instituto do Emprego e Formação Profissional, encontravam-se mais de 33,000 pessoas desempregadas no Algarve.
A crise no sector do turismo provocou ainda um aumento considerável de famílias carenciadas. O Banco Alimentar no Algarve registou um crescimento de 74% nos pedidos de auxílio. Entre Abril e Dezembro de 2020, a mesma instituição distribuiu alimentos, num montante que ascendeu aos três milhões e meio de euros, a mais de 10 mil novas famílias que passaram a necessitar de assistência alimentar. Com o agravamento da crise, causada pela dependência que o Algarve tem do turismo, prevê-se que o número de novos carenciados aumente. Em Março de 2021, a região algarvia registava a menor incidência de casos de Covid-19 do país. Não obstante, o Algarve continua a ser a região financeira e socialmente mais afectada pela pandemia, possuindo o índice de desemprego mais elevado de Portugal. Ante as adversidades oriundas da pandemia, vários partidos políticos e entidades aludiram à necessidade da região apostar em outros sectores, criando assim alternativas ao turismo de massas, nomeadamente com investimentos nas áreas da agricultura, pesca, novas tecnologias e energias renováveis.
Em junho de 2021, com a colocação de quarentenas obrigatórias a viajantes ingleses e alemães aquando do regresso de Portugal, como forma de conter a transmissão da variante Delta da Covid-19, os sectores ligados ao turismo no Algarve registaram uma queda abrupta e considerável de turistas oriundos dos seus dois maiores mercados. Com a inclusão de Portugal à linha vermelha na Alemanha, verificou-se um aumento do número de cancelamentos de estadias na região, e voos provenientes da Alemanha estão a chegar a Faro com metade dos passageiros. Não obstante a preocupação dos empresários com a ausência de turistas, o custo para se fazer turismo no Algarve continua alto.

### Agricultura

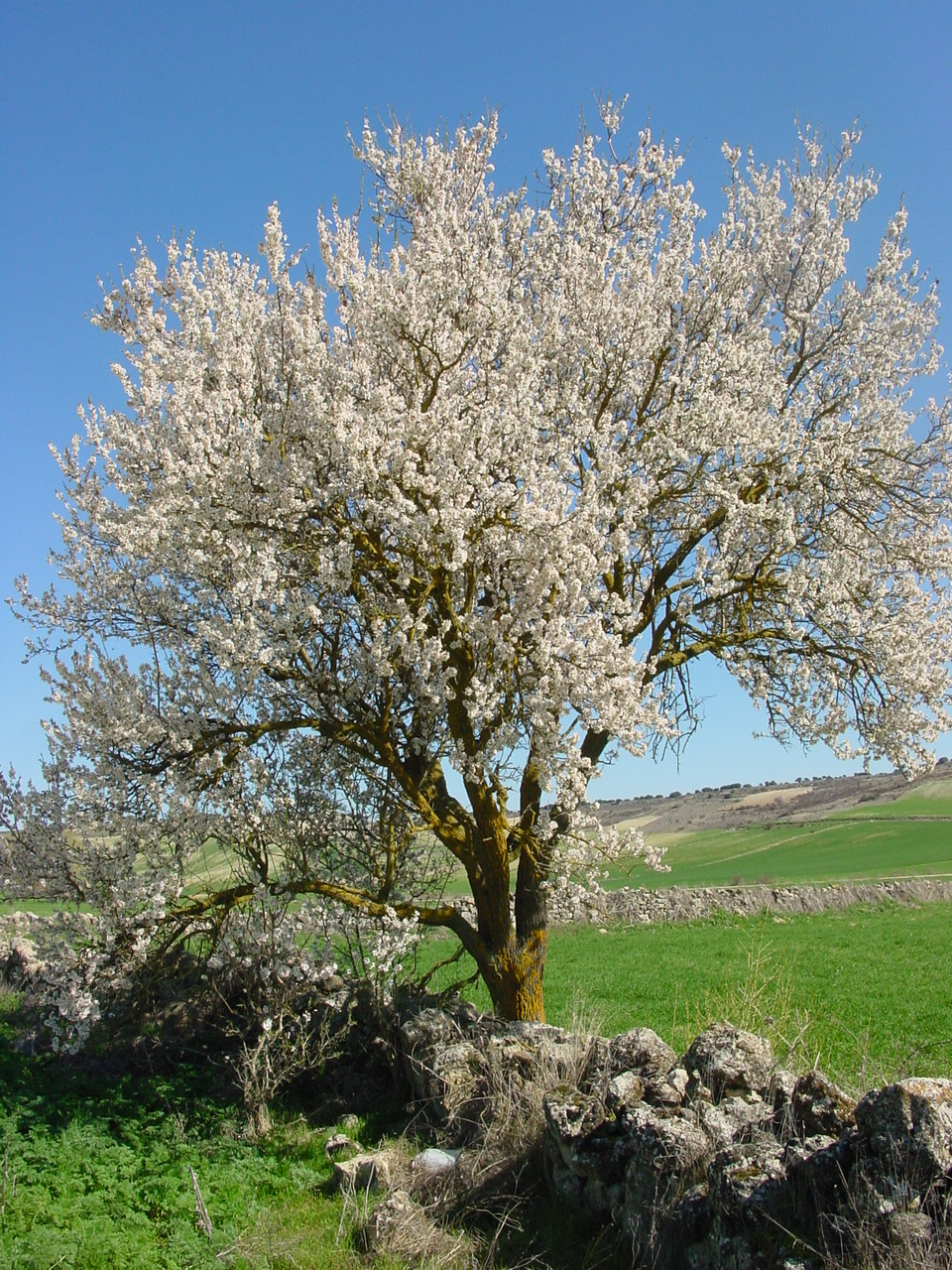
Amendoeira em flor

Os produtos agrícolas tradicionais, dignos de nota, são as produções de frutos secos (figos, amêndoas e alfarrobas), aguardente de medronho e ainda a produção de cortiça, nomeadamente nas regiões do nordeste algarvio. Regista-se ainda uma relevante produção de citrinos. Os maiores pomares de laranja situam-se no concelho de Silves, especialmente na freguesia de Algoz. A laranja algarvia é muito doce e goza de grande fama não só em território nacional como internacionalmente.
Na imagem pode vêr-se uma das imagens pela qual o Algarve é mais conhecido. As amêndoas são bastante utilizadas na gastronomia da região, destacando-se os doces de amêndoa, exportados para todo o país e para o estrangeiro, que são outro marco da cultura algarvia.

### Pesca
Durante a maior parte da sua história, a região do Algarve sofreu de graves deficiências nos acessos terrestres ao resto do país, devido a problemas de segurança e à presença de cadeias montanhosas que a separavam do Alentejo. A situação só começou a melhorar nos finais do Século XIX, com o desenvolvimento das vias rodoviárias e a construção de uma linha férrea. Devido aos problemas de acesso por terra, e à presença de uma extensa faixa costeira, os transportes marítimos e fluvial tiveram uma grande importância na região, sendo os principais eixos fluviais o Arade e o Guadiana. O Rio Arade servia uma extensa região no centro interior do Algarve, com destaque para a importante cidade de Silves, enquanto que o Guadiana unia o Alentejo e o interior do Sotavento à faixa costeira. O Algarve possuía uma rede de estradas próprias ao longo do território, mas que se encontrava ainda num estado muito incipiente, servindo principalmente para ligar a região ao Alentejo. Um dos principais eixos unia Faro a Vila Real de Santo António, onde atracavam os barcos que percorriam o Guadiana até Mértola.

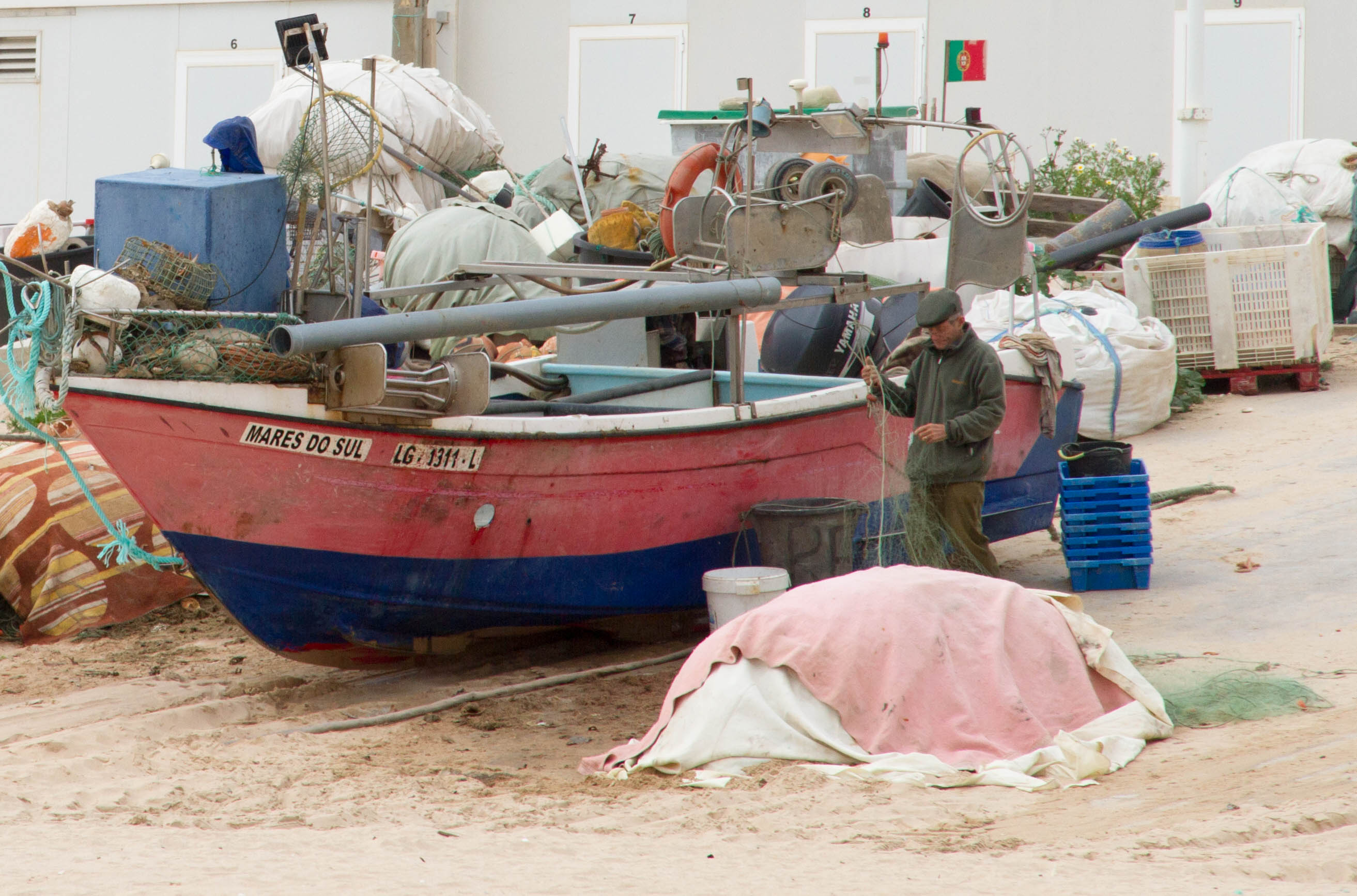
Pescador na Praia da Salema

Por conseguinte, a costa sul de Portugal transformou-se num importante ponto de contacto, de partida e de chegada, de actividade piscatória de vital importância económica, de comércio e de exploração marítima. Como resultado desta dependência do mar, o consumo de peixe e bivalves formou, mais do que em outras regiões portuguesas, a base alimentícia da população algarvia. A segunda maior indústria na região era a agricultura, que era praticada não só pelos habitantes do interior, como também pelas comunidades piscatórias do litoral, em determinadas épocas do ano.
A indústria da pesca, nomeadamente devido à criação de várias fábricas de conservas, desempenhou um importante papel na economia do Algarve durante uma parte considerável do século XX. A nível nacional, a indústria de conservas de peixe nasceu em Vila Real de Santo António, em 1865, com a inauguração de uma fábrica de conservas de atum em azeite, a Ramirez. Em 1917 existiam na região algarvia 80 conserveiras que empregavam 7 872 pessoas. Com a chegada do turismo nos anos 60 do século passado, principalmente com o advento da sua forma massificada nos anos 80 e 90, boa parte das fábricas conserveiras encerraram, passando então a haver uma aposta crescente na exploração do pescado junto dos turistas que visitam a região. As cidades actualmente mais dedicadas à pesca são Olhão, Tavira, Portimão e Vila Real de Santo António, destacando-se a pesca da sardinha, do carapau, do atum, do espadarte e dos famosos chocos que deram origem à famosa receita: choquinhos à algarvia.

### Gastronomia
A gastronomia algarvia remonta aos tempos históricos da presença romana e árabe, constituindo a par do clima da região um dos principais pontos de interesse turístico. Os ingredientes utilizados refletem os sabores frescos do mar e os aromas agradáveis e fortes do campo.
Desde o famoso "arroz de lingueirão" farense, da bela sardinha assada portimonense até aos doces "Dom Rodrigos" de Lagos, encontram-se maravilhas para todos os gostos. A vila de Monchique destaca-se neste capítulo pois é conhecida pela suinicultura, prova disso são os conhecidos enchidos feitos com carne de porco (molho, morcela de farinha ou farinheira, morcela e chouriça) e presuntos, expostos anualmente na Feira dos Enchidos e na Feira do Presunto, respetivamente. É também muito conhecida a aguardente de medronho produzida nesta região, com marca própria, que atrai gente de toda a parte para a saborear. São também procurados os licores feitos com produtos da região.
Seguidamente apresenta-se uma lista de algumas das melhores iguarias:
Pratos típicos
| - Carapaus alimados - Cataplana - Perna de carneiro no tacho - Carne de porco com amêijoas - Papas de milho, mais conhecida como Xarém - Ervilhas com ovos à Algarvia - Perdiz estufada - Coelho frito - Raia Alhada - Assadura à Monchique | - Gaspacho - Cozido de grão - Lulas recheadas à Algarvia - Choquinhos à algarvia - Polvo no forno com entrecosto - Bifes de atum de tomatada - Favas à moda do Algarve - Canja com conquilhas - Gaspacho de alho |

Doces
| - Dom Rodrigo - Colchão de Noiva - "Queijos" de Figo e amêndoa - "Gargantas" de Freira - Bolo Tacho - Empanadilhas | - Filhós - Doce fino (maçapão, ovos e açúcar, amêndoa) - Estrelas de figo e amêndoa - Folares - Torta de Claras - "Tutano" |

### Produtos locais
Nesta região são produzidos vários produtos com Denominação de Origem Protegida podendo destacar-se:
- Mel da Serra de Monchique DOP
- Sal de Tavira DOP ou Flor de Sal de Tavira DOP

E  produtos com Indicação Geográfica Protegida como:
- Batata doce de Aljezur (IGP)
- Citrinos do Algarve (IGP)

### Extração mineira

Pedreira em Monchique

A mina de sal-gema, localizada em Loulé surgiu aquando da mutação geológica que resultou na separação entre a Europa e África, que criou o mar Mediterrânico, há 250 milhões de anos, ainda antes da era Jurássica.
A cobertura de uma enorme massa de água salgada pela terra num período relativamente curto resultou no enorme torrão de pelo menos um quilómetro de profundidade que hoje se estende a Leste de Loulé e não se sabe onde acaba. Há quem diga que ramos dessa linha de sal poderão atingir as proximidades de Barcelona, onde há uma jazida semelhante. Com início 90 metros abaixo da superfície — após uma camada de calcário (1 aos 45 metros) e outra de gesso (45 aos 90 metros) –, a mina já foi explorada até aos 313 metros de profundidade, mas as enormes galerias feitas pelo homem situam-se em dois níveis, a 230 e 260 metros de profundidade. A primeira galeria situa-se 64 metros abaixo do nível do mar. Antes realizada a poder de dinamite, picaretas e martelos pneumáticos, atualmente, a extração de sal é feita com uma máquina de perfuração a que os trabalhadores chamam "roçadora". Após esse trabalho, os camiões que circulam no interior das galerias (algumas maiores do que um túnel rodoviário comum) levam o minério a uma máquina que o desfaz e leva ao poço de transporte de material, até à superfície. Uma parte significativa da produção é exportada, onde é utilizado sobretudo para o fabrico de descongelante para as estradas europeias. A mina foi descoberta há meio século, graças a um furo realizado numa propriedade em Campina de Cima.
Atualmente e depois de décadas de aumento na sua produção, a mina louletana está a diminuir a sua produção, contudo, a empresa que procede à sua exploração pretende inserir a mina no roteiro turístico da região algarvia. O sal produzido, mais "salgado" que o utilizado nas cozinhas, não serve para alimentação humana. Para as novas tarefas "terciárias", terão que ser instalados no subsolo, entre 230 e 260 metros de profundidade, equipamentos como uma secção multimédia em que se explique aos visitantes o que é e para que serve a mina. Poderão ainda vir a ser construídas outras infraestruturas como um restaurante, zonas de vendas baseadas nas pedras de sal (da pedra de sal gema podem ser feitos candeeiros, esculturas e pisa-papéis, por exemplo), além de terem que ser abertos novos poços para instalar elevadores, que substituam as "gaiolas" por onde agora descem e sobem os trabalhadores.

## Educação
A Universidade do Algarve é uma instituição de ensino superior público que conta com um corpo docente de 700 professores para mais de 10 mil alunos.
A Universidade possui os seguintes campus:
- Campus de Gambelas (Faro)
- Campus da Penha (Faro)
- Campus da Saúde (Faro)
- Campus de Portimão (Portimão)

Conta com as melhores infraestruturas a nível nacional e internacional, apostando fortemente na área da investigação científica, nomeadamente nas áreas da biologia (fauna e flora), desenvolvendo diversa atividade prática no Parque Natural da Ria Formosa. A Universidade do Algarve preparou-se para inaugurar o curso de Medicina no ano letivo 2009/2010.

## Desporto

### Ciclismo
A Volta ao Algarve traz todos os anos os melhores ciclistas do mundo, incluindo Alberto Contador em 2009, 2010, 2011 e Lance Armstrong em 2004. O Clube Ciclismo de Tavira ganhou a Volta a Portugal nos anos 2008, 2009 e 2010 com o Espanhol David Blanco, e em 2011 por Ricardo Mestre, Algarvio, natural de Castro Marim. O  Algarvio José Martins, natural de Albufeira ganhou a Volta a Portugal em 1946 e 1947. O Louletano Desportos Clube também ganhou a Volta a Portugal com o britânico Cayn Theakson em 1988. Nos anos 1947 e 1948 o algarvio José Martins ganhou a Volta a Portugal. No BTT a região também se destaca por ter a maior escola de ciclismo do país no Clube BTT Terra de Loulé.

### Futebol
Os clubes de futebol algarvios com mais historial são o Sporting Clube Farense, o Sporting Clube Olhanense, o Portimonense Sporting Clube e o Lusitano Futebol Clube. Os marcos históricos a nível nacional são a presença na Final da Taça do Sporting Clube Olhanense e do Sporting Clube Farense, e a nível internacional, a presença do Portimonense Sporting Clube e do Sporting Clube Farense na Taça UEFA.

### Futebol de praia
No verão, é costume realizar-se na Praia da Rocha, em Portimão, o Mundialito de Futebol de Praia e a etapa portuguesa da Liga Europeia de Futebol de Praia.

### Voleibol
Apesar de a região não estar representada na primeira divisão do voleibol nacional, têm-se realizado nos últimos anos diversos campeonatos internacionais de seleções no Portimão Arena.

### Voleibol de praia
Em virtude das excelentes praias da região, o voleibol de praia é também um desporto em voga. Destaque para os torneios nacionais e internacionais de Armação de Pêra, de Ferragudo e da Praia da Rocha. Registo ainda para a realização de uma etapa do campeonato nacional de voleibol de praia em Lagos no ano 2008.

### Golfe
O Algarve possui uma crescente oferta em termos de campos de golfe, pelo que se tem tornado num dos principais destinos a nível mundial no que diz respeito à prática desta modalidade desportiva .

### Motociclismo
A capital algarvia é conhecida por ser a capital das motos em Portugal. Em Faro tem lugar anualmente a maior concentração motard da Europa, que conta com a organização do Moto Clube de Faro. A associação foi criada em 1979, tendo sido legalizada a 5 de Fevereiro de 1982.
Atualmente com mais de 400 membros, é reconhecida pela Federação Europeia de Motociclismo (FEMA), organizando diversos eventos anualmente dos quais se destaca a concentração motard que começou com 200 participantes em 1982, e que atualmente já conta com mais de 30 000. Sendo o maior evento do género em Portugal, conta com participantes vindos um pouco de toda a Europa, nomeadamente de Espanha, França, Reino Unido e Itália, sendo um dos grandes atrativos turísticos da cidade.

### Automobilismo
O Rally Lisboa–Dakar passou em dois anos consecutivos (2006 e 2007) na região algarvia. O Rally de Portugal realizou-se em 2007 no Estádio do Algarve. Espera-se que o novo Autódromo Internacional do Algarve venha a atrair novas provas que venham a pôr o Algarve na rota dos grandes campeonatos da modalidade. Até à data já recebeu alguns treinos de pré-época da Fórmula 1, e a última ronda do Campeonato Mundial de Superbike na sua inauguração.

## Obras e projetos

### Concluídas

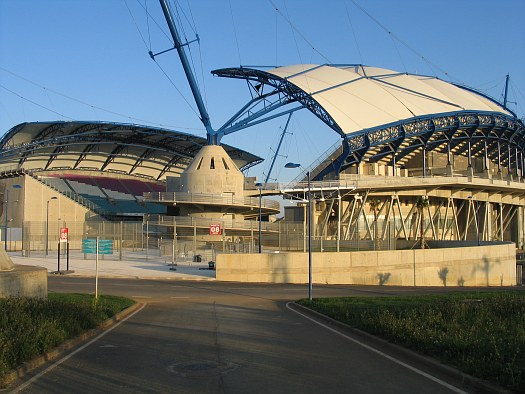
Estádio do Algarve

Autódromo Internacional do Algarve

- Em 2004, foi inaugurado no Parque das Cidades, entre Faro e Loulé o Estádio do Algarve. Construído por ocasião do Euro 2004, o estádio é utilizado pelo Sporting Clube Farense e pelo Louletano Desportos Clube. Tem sido ainda utilizado para a realização de finais de futebol, como a Supertaça Cândido de Oliveira, a final da Taça da Liga, e ainda para outros eventos como o Algarve Summer Festival e o Rally de Portugal.
- Foi com um grande evento desportivo — Taça do Mundo de Ginástica Rítmica — que o Portimão Arena abriu as portas em Setembro de 2006, um Pavilhão Multiusos com capacidade para 8 000 pessoas, 5 325 no caso de grandes espetáculos musicais e 3 028 em ambiente desportivo, e dotado de valências como um auditório com 174 lugares, salas de reuniões e de apoio, salas de formação, sala de imprensa, gabinete médico, entre outras, um equipamento que reúne todas as condições para a realização dos mais variados e importantes eventos desportivos, musicais, culturais ou de negócios e que se tem vindo a afirmar como num espaço único a sul do país. Acresce ainda a sua nomeação para melhor espaço a nível nacional para a realização de congressos.
- Inaugurado em 2008, o Autódromo Internacional do Algarve, localizado em Portimão, com um custo total de 250 milhões de euros, incluindo o circuito propriamente dito, um kartódromo, um parque tecnológico, um hotel de cinco estrelas, um complexo desportivo e apartamentos.

### Em construção
- O concurso para a construção do novo Hospital Central do Algarve que virá ajudar o lotado Hospital Distrital de Faro e o Hospital do Barlavento Algarvio em Portimão a dar resposta ao aumento da afluência registado nos últimos anos, particularmente durante o Verão, tem sido sucessivamente adiado. A infraestrutura, que se irá localizar no Parque das Cidades, junto ao Estádio do Algarve e entre as cidades de Loulé e Faro, não é apontada como prioritária por parte do governo atual.[78]